# Modification corporelle

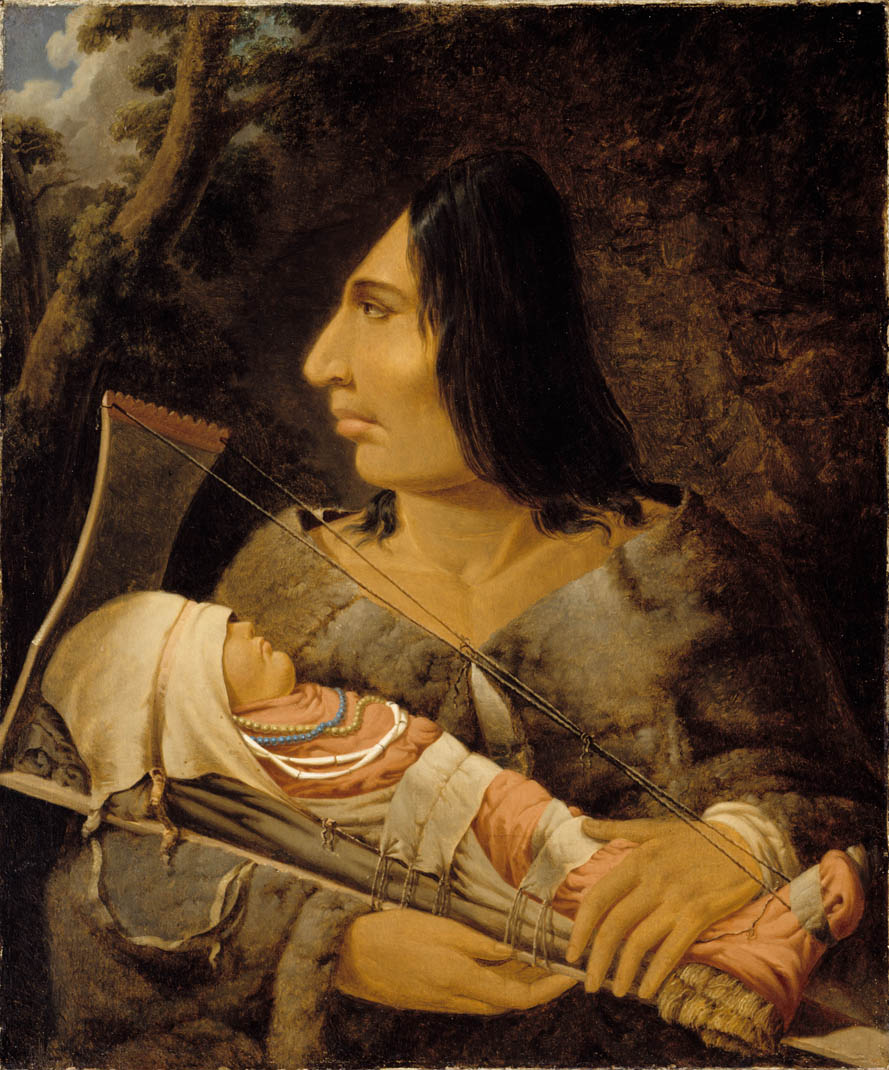
Déformation volontaire du crâne chez une Amérindienne et son enfant.

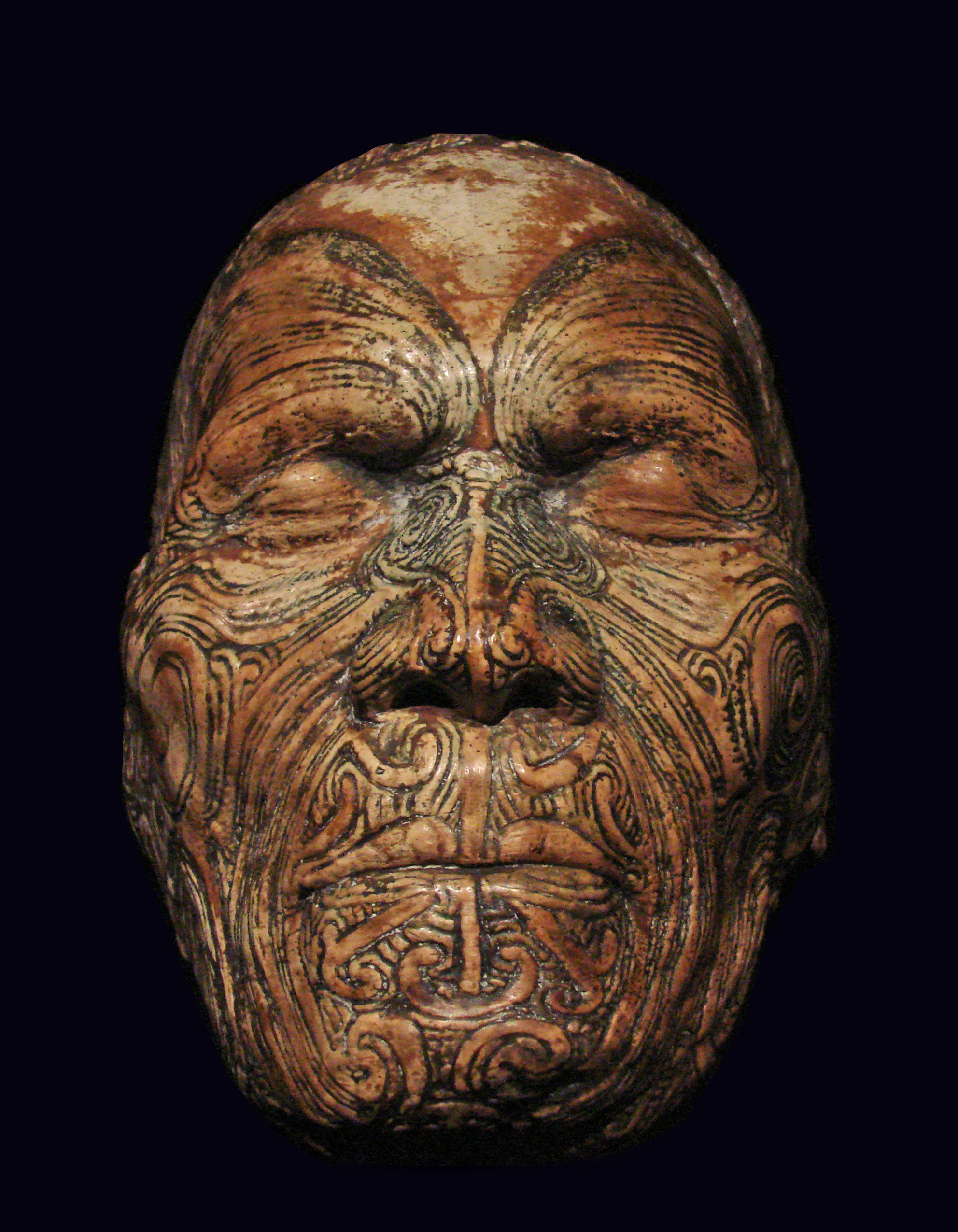
Moulage du visage d'un chef Maori (v. 1880).

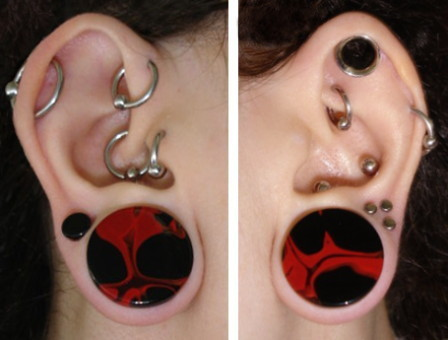
Oreille modifiée, techniques et matériaux contemporains.

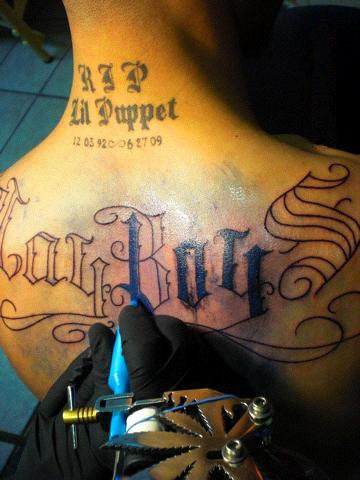
Tatouage d'un membre du gang des Playboys (États-Unis).

Une modification corporelle est une transformation, localisée ou étendue, réversible ou non, du corps d'un individu, au moyen d'une pratique et dans un but ayant un caractère culturel. Si des phénomènes naturels tels que la croissance, la grossesse, la vieillesse, ou certaines maladies, ou encore des traitements médicaux ou chirurgicaux entrainent des modifications du corps, l'expression est utilisée en anthropologie pour désigner plus spécifiquement les modifications corporelles artificielles, contrôlées et délibérées, excluant les mutilations punitives et les auto-mutilations relevant de troubles psychiatriques.
Ces pratiques remontant au Paléolithique supérieur sont extrêmement variées. Traditionnellement associées à des rituels sociaux initiatiques, propitiatoires ou votifs, elles peuvent être éphémères (comme le henné) ou permanentes (comme le tatouage), inoffensives (comme le perçage des oreilles) ou mutilantes (comme l'excision).
Abondamment décrites par les explorateurs, les modifications corporelles ne sont cependant pas l'apanage des sociétés qu'ils découvrent et étudient. Elles ont toujours été présentes dans les sociétés occidentales, où elles connaissent, depuis la fin du XXe siècle un fort regain d'intérêt et une très large diffusion (piercing, tatouage, culturisme, chirurgie esthétique).
Enfin, des créateurs ont fait de la modification corporelle, ou plus largement de leur corps en propre, une forme d'expression intégrée au marché de l'art, développant un courant appelé « art corporel ».

## Origine et signification
« Au cours de son histoire, guidé par ses croyances et servi par une imagination fertile, l'homme en est venu à altérer volontairement son image corporelle de façon permanente, allant même jusqu'à l'automutilation ». La pratique remonterait au Paléolithique supérieur, comme en témoignent, au moins, les sépultures contenant des squelettes au crâne déformé, suivant des techniques variées selon les régions du globe. Selon Claude Chippaux, « si l'on admet que, pour une longue période préhistorique, puis protohistorique […], la grande majorité des mutilations rituelles est connue, leurs motivations appellent surtout des hypothèses. Les vestiges de ces mutilations sont les messages d'un comportement, mais faute de preuves ces messages peuvent être diversement interprétés ». La pratique aurait débuté par des interventions cutanées superficielles. Elle se serait ensuite diversifiée et étendue à toutes les parties du corps, généralement dans le sens d'une exagération de la pratique initiale (du labret au plateau, du point tatoué au tableau vivant, de l'excision du capuchon clitoridien à l'infibulation, etc.). Selon l'anthropologue Claude Chippaux, « il existe sous chaque mutilation une intention mystique » qui permet à l'homme d'exprimer, par des rites sacrificiels, « sa croyance en une influence extérieure […] responsable de son destin ». Ces rites, d'abord marqués par des sacrifices humains, auraient évolué vers la mutilation et la motivation mystique du geste aurait été intégrée à des rites de passage à forte valeur sociale, la douleur surmontée du sacrifice marquant l'entrée dans la communauté. Dans tous les cas, l'inventivité des opérateurs et le souhait de se distinguer à l'intérieur du corps social ont favorisé le développement de pratiques à visées esthétiques, confirmant à leur tour l'appartenance au groupe.
Alors que les pratiques de modification corporelle ont longtemps été liées à une conscience collective obligeant l'individu à s'intégrer au groupe, l'être humain, dans la période moderne, tend, à travers ces pratiques, à cultiver et mettre en valeur son individualité. « Sans négliger la pression du milieu, la mode, il obéit plus à une pulsion personnelle qu'à son environnement lorsqu'il recourt [à ces pratiques ], répondant ainsi à des désirs et des besoins qui lui sont propres ». Dans les sociétés traditionnelles, les modifications corporelles scandent les étapes que parcourt l’individu au sein du groupe. En Occident, la pratique perd aujourd'hui cette signification, pour devenir démarche individuelle et objet de curiosité. D’une culture à une autre, la même modification corporelle peut ainsi signer l'intégration au groupe ou, au contraire, exprimer un refus et susciter le rejet. La scarification, le marquage au fer (branding), l'automutilation (cutting), les implants, le tatouage sont autant de pratiques controversées en raison de leur caractère délibérément inutile. Revendiquées comme tribales, elles seraient une réaction à l’homogénéisation de l’apparence en Occident.
La parution, de 1982 à 1993, du périodique Tatootime dirigé par Don Ed Hardy a marqué le début d'une véritable renaissance des modifications corporelles dans les sociétés occidentales à l'époque contemporaine. Des musées consacrent aujourd’hui une partie de leurs salles à la modification corporelle, et notamment le Lyle Tuttle’s Tattoo Art Museum à San Francisco.
Chirurgie plastique
Il est désormais socialement admis de vouloir modifier son corps chirurgicalement, en vue de masquer les modifications liées au vieillissement ou de se rapprocher de critères de beauté variables selon les cultures. Dans ce cas, les effets de la chirurgie n'ont généralement pas pour but d'être visibles en eux-mêmes. Ils ont plutôt pour fonction d'accroître les caractéristiques de certaines parties du corps, ou d'en changer l'apparence pour se rapprocher d'une norme. C'est l'objet de la chirurgie esthétique, une des branches de la chirurgie plastique, dont le but est d'améliorer l'apparence de l'individu sans que cela ne réponde à des besoins réparateurs. Le lifting, les implants capillaires, la liposuccion, la rhinoplastie et la blépharoplastie en sont des exemples.

## Modifications corporelles et religion
Alors que la plupart des religions proches des cultures traditionnelles intègrent les modifications corporelles admises par le groupe sans les questionner, voire en les valorisant, les autorités spirituelles du christianisme, du judaïsme et de l'islam ont souvent tenté de les réguler, pour lutter contre les pratiques antérieures à leurs révélations respectives et se distinguer des communautés païennes. Les trois monothéismes partagent l'idée que l'homme, créé par Dieu, ne s'appartient pas et qu'il n'est donc pas libre de modifier son apparence corporelle.
Les Hébreux se réfèrent au texte du Lévitique (19.28) — seule mention de ces pratiques dans la Bible — ou à un des 613 commandements (misvot) touchant au respect du corps.
Pour les chrétiens, il est établi que les premiers adeptes avaient coutume de se tatouer un signe de reconnaissance (croix ou monogramme du Christ). Le tatouage a longtemps été proposé, autour des lieux saints aux pèlerins chrétiens qui se rendaient en Palestine. Dans le même esprit, il était pratiqué en Europe dans l'enceinte du sanctuaire de la Sainte Maison de Lorette, supposée, selon la légende, avoir été transportée miraculeusement de Palestine en Italie,,. L'interdit exprimé en 789 lors du concile de Calcuth (Angleterre) portait plus largement sur l'abolition des « restes des anciennes religions païennes ». À l'opposé, quand les chrétiens se retrouvent minoritaires en terre d'islam, comme c'est le cas des coptes d'Égypte ou des catholiques de Bosnie-Herzégovine, ils recourent au tatouage pour se différencier des musulmans, les marques ayant alors également pour effet de rendre plus difficile l'apostasie.

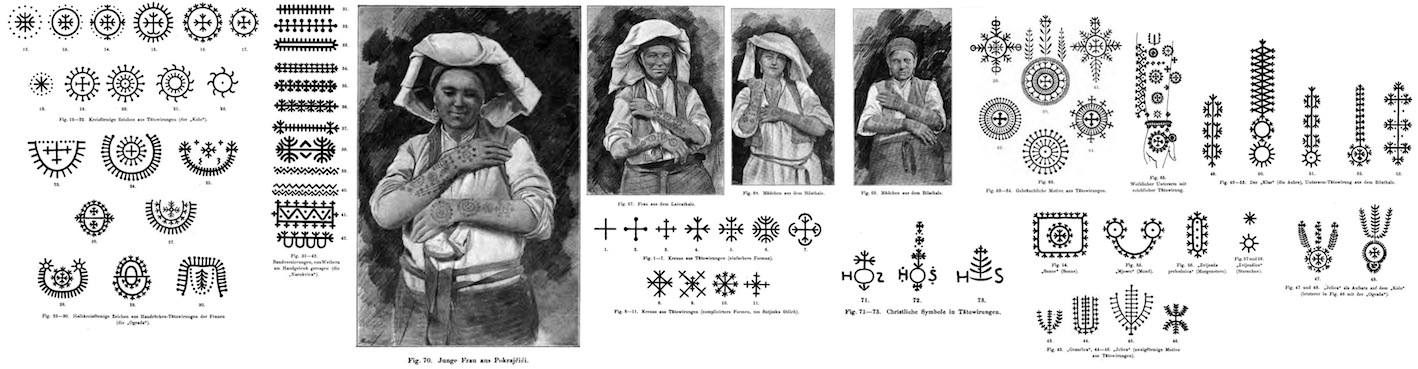
Tatouages des catholiques de Bosnie-Herzégovine (collectés par Moriz Hoerner, Vienne, 1896).

Le Coran et de nombreux hadîth contiennent la prohibition très explicite de la modification corporelle  :
- « Dieu a maudit celles qui se tatouent, celles qui tatouent, celles qui s'épilent le visage, celles qui liment leurs dents pour les séparer afin de paraître belles, celles qui procèdent dans le but de changer la création de Dieu » ;
- « Allah a maudit celles qui relient leurs cheveux à d’autres, celles qui demandent qu'on le leur fasse, celles qui se tatouent et celles qui tatouent » ;

Si l'islam et le judaïsme exigent que l'être humain retourne à la terre comme il y est venu, ces deux religions font une exception notable pour la pratique de la circoncision.
Enfin, quelle que soit la rigueur théorique de leurs positions dogmatiques, les trois monothéismes ont, de tout temps, dû faire des concessions sur les modifications corporelles mineures, notamment le port des boucles d'oreilles, pourtant associé, chez les premiers chrétiens, au Mal et au démon,,. Les Juifs, qui ont subi le tatouage imposé dans certains camps d'extermination nazis, voient, avec la mort des derniers survivants, se développer une pratique mémorielle — par ailleurs contestée — consistant, pour un descendant, à se faire tatouer sur le bras le numéro matricule d'un ancien déporté. L'islam a, quant à lui, dû accepter les scarifications des peuples subsahariens et les tatouages prophylactique ou thérapeutiques — tatouage ahajam, par opposition au tatouage lusam décoratif — des populations berbères et kabyles.

## Modifications de la peau

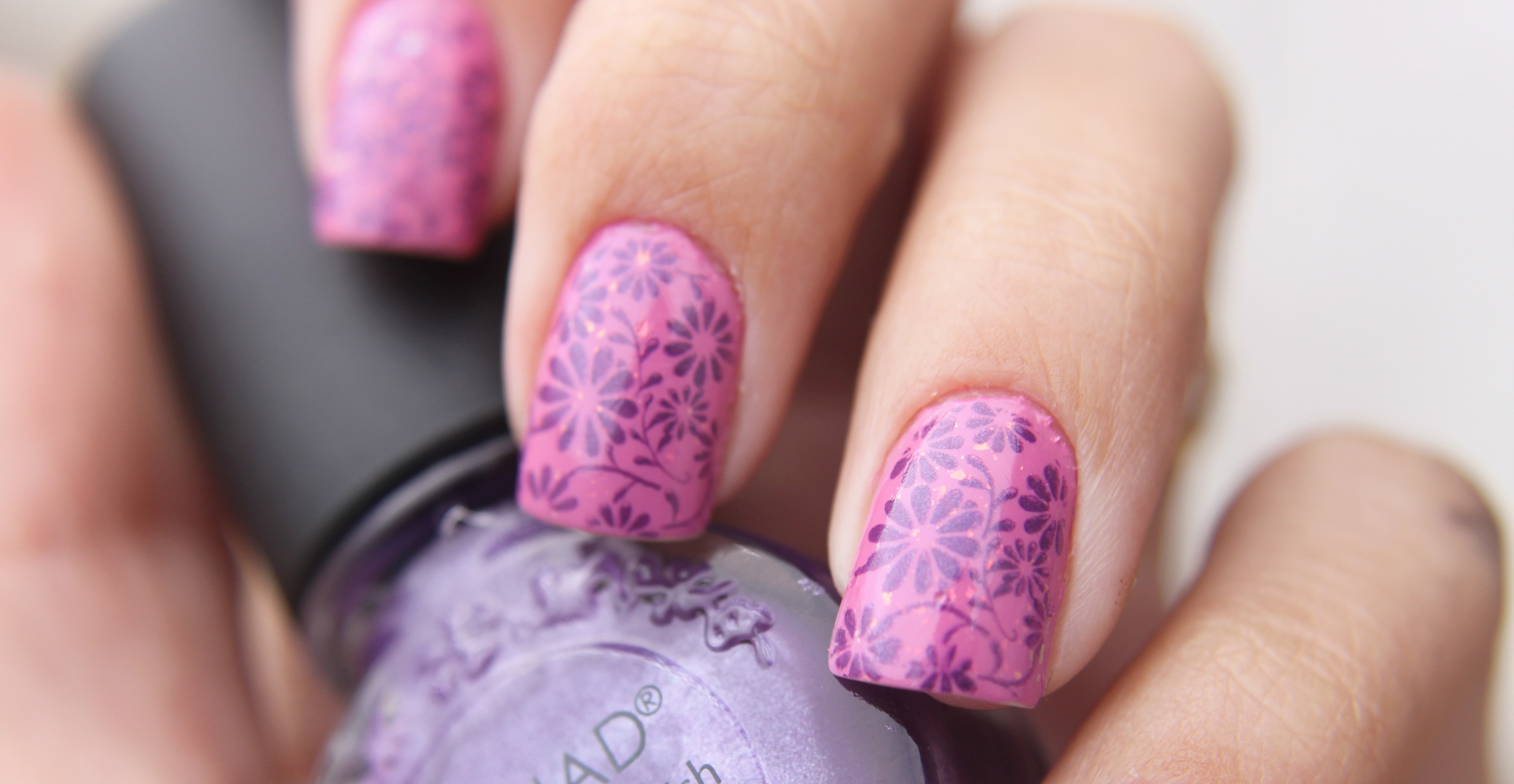
Un exemple de nail art.

La peau et le système pileux sont le lieu de diverses modifications corporelles temporaires, relevant souvent de la mode :
- Coiffure - Au sens strict du terme, se couper les cheveux est une modification corporelle temporaire.
- Nail art - Modification de l'aspect de l'ongle à l'aide en général de vernis et peintures, mais parfois également de piercings spécifiques requérant une perforation de l'ongle.
- Épilation - Ablation temporaire ou définitive des poils. Celle-ci peut être réalisée pour des raisons esthétiques ou d'hygiène.

### Tatouages
Le tatouage consiste à fixer des pigments colorants dans la profondeur du derme pour y tracer des motifs indélébiles. L'opérateur utilise des pigments naturels ou industriels et les applique en pratiquant une série de piqûres ou de brûlures. Les motivations peuvent être prophylactiques, thérapeutiques, liées à l'identification d'un groupe humain, esthétiques ou érotiques.
Charles Darwin estimait que, parmi les modifications corporelles, le tatouage est certainement une des plus anciennes et des plus répandues à la surface du globe. La découverte du corps d'Ötzi a montré que le tatouage thérapeutique existait déjà en Europe il y a plus de 4 500 ans.

Tatouages
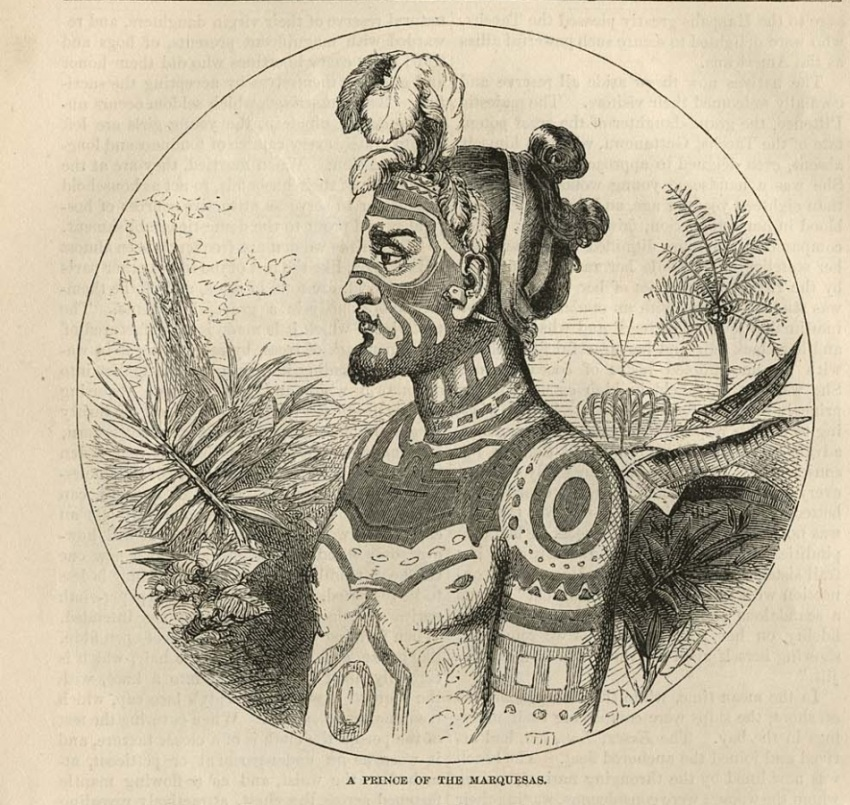
Un prince des îles Marquises (Harpers Weekly, 1859)
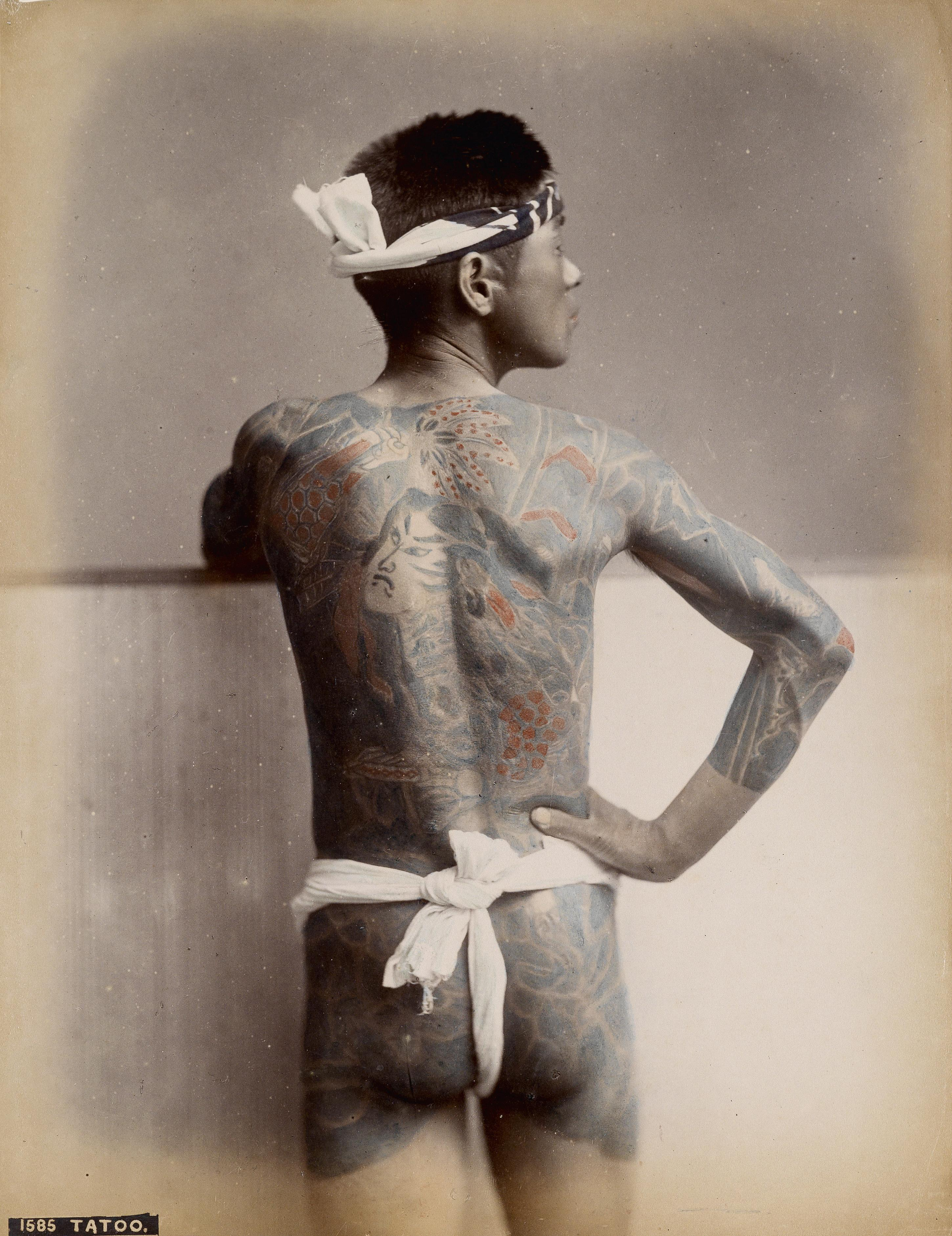
Tatouage traditionnel japonais (photographie S. Ogawa, Yokohama, 1890)
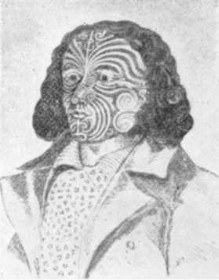
Portrait de Barnet Burns, marin anglais tatoué en Nouvelle-Zélande par les Maoris (1844)
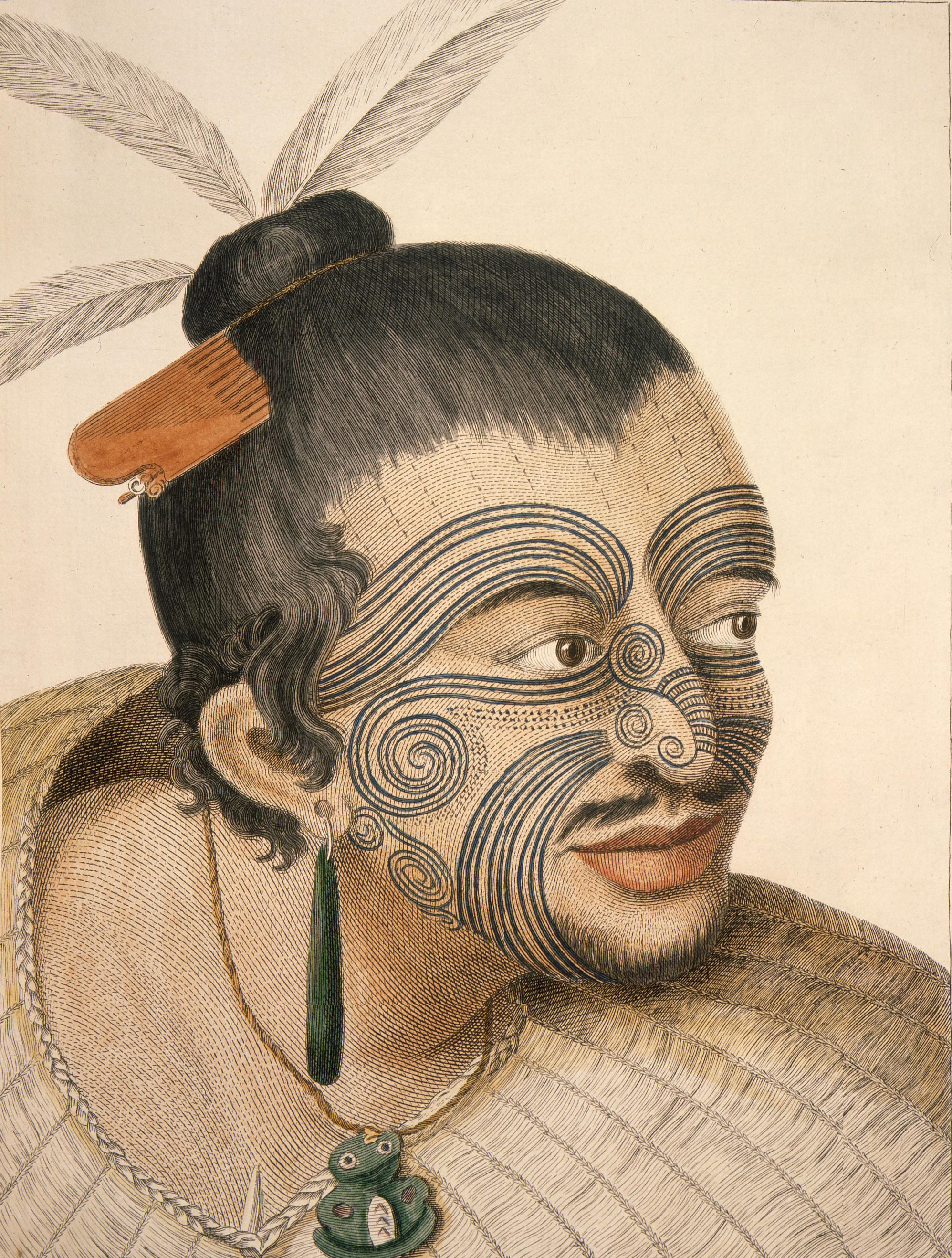
Chef Maori (v. 1769) arborant un Tā moko
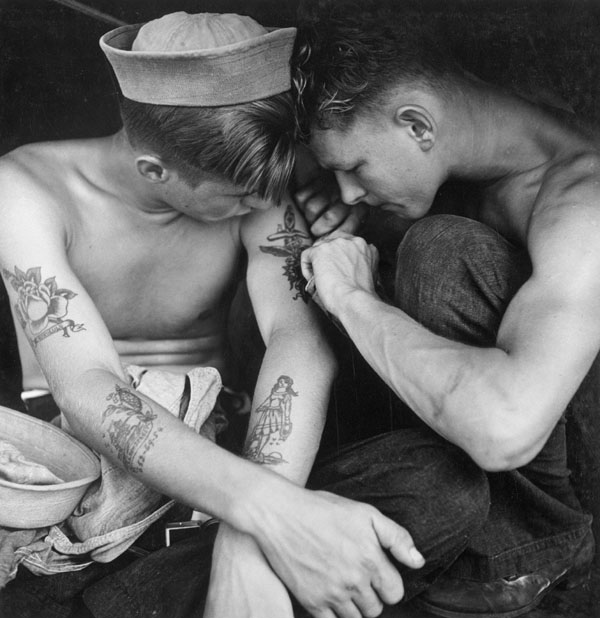
Tatouages de marin à bord du USS New Jersey (1944)
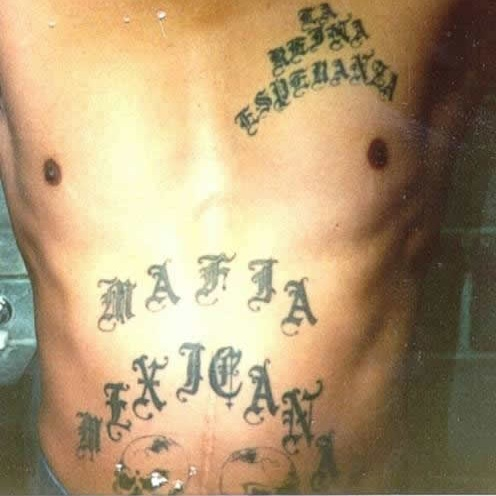
Tatouage d'appartenance à un gang mexicain
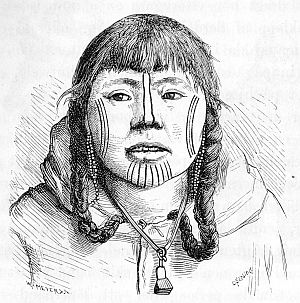
Tatouage facial chez une femme Tchouktche
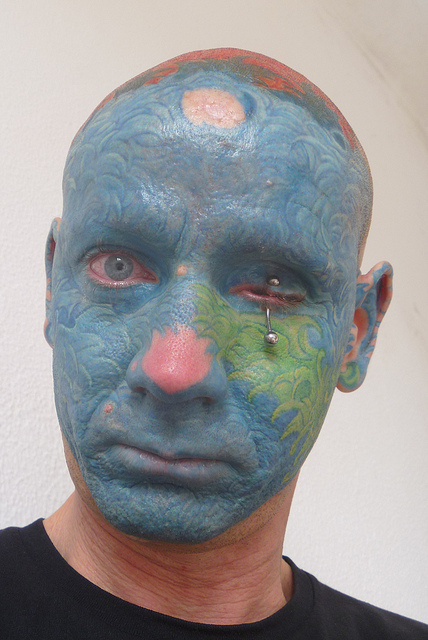
Tatouage facial contemporain (Juan Carlos Arniz Sanz)
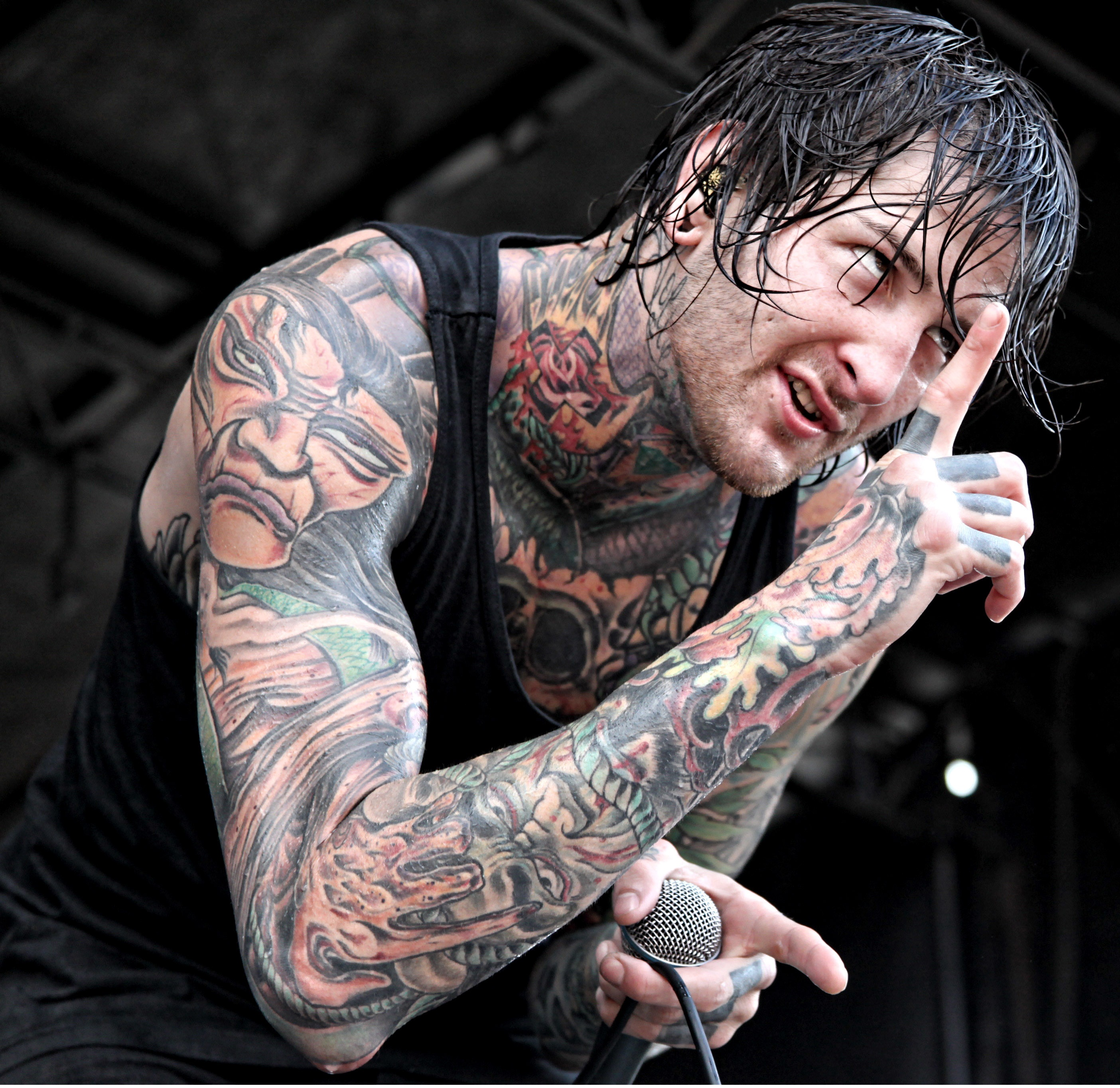
Mitch Lucker († 2012) du groupe Suicide Silence
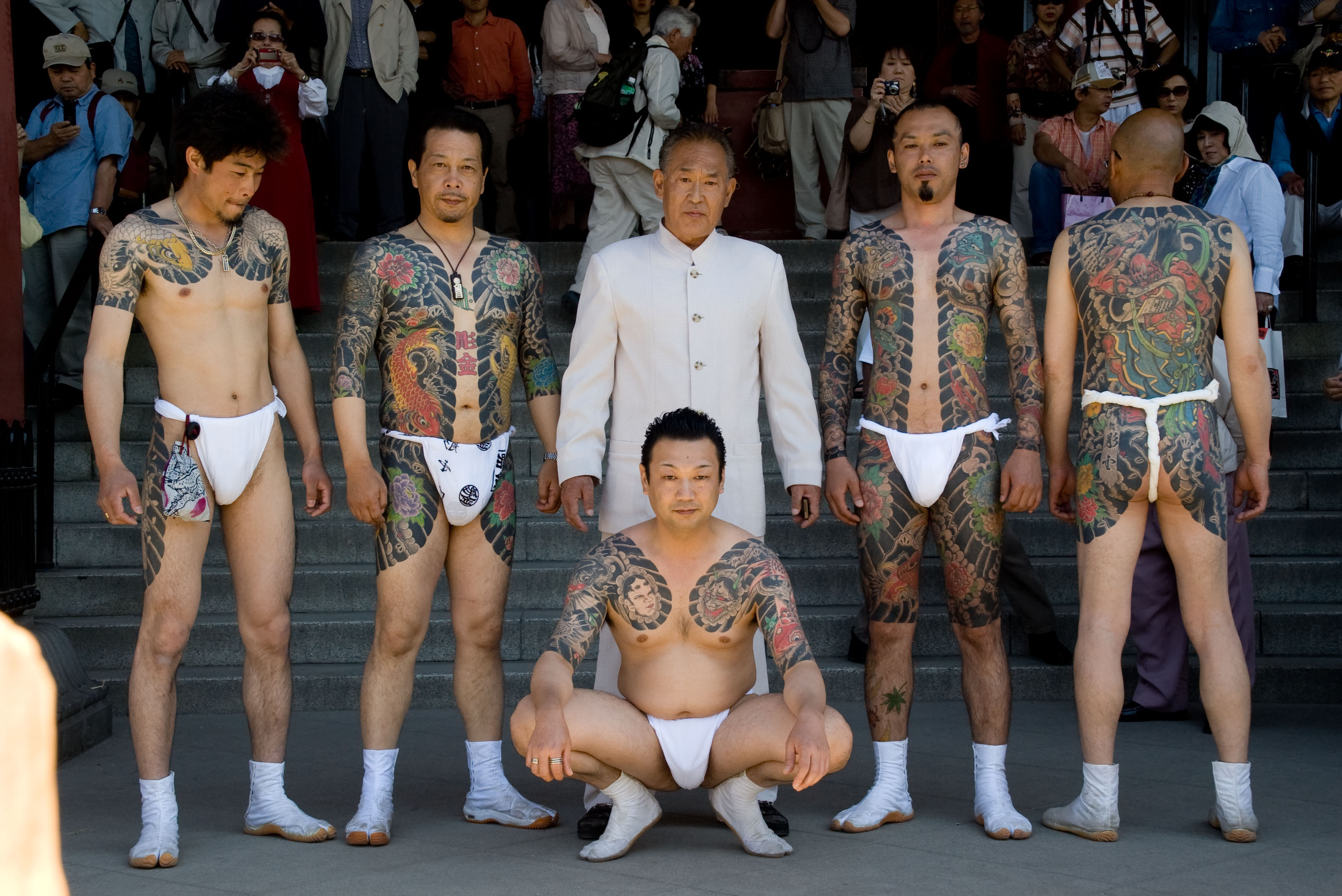
Yakuzas exhibant leurs tatouages lors de la fête de Sanja Matsuri (2007)

Il existe également des variantes plus récentes, telles que le tatouage de la cornée, lequel consiste en une modification de couleur de la sclère. Le maquillage permanent constitue également une forme de tatouage sur le contour des yeux, donnant l’illusion de fard à paupières.

### Scarifications
Répondant aux mêmes motivations et aussi répandue que le tatouage, mais privilégiée par les populations mélanodermes, la scarification est une création volontaire, à la surface de l’épiderme, de cicatrices qui, selon la technique employée, seront planes, saillantes ou déprimées. Ces différents résultats sont obtenus en incisant la peau ou en excisant des fragments. Les soins post-opératoires, qui déterminent les modalités de cicatrisation, conditionnent l'aspect définitif du motif décoratif cutané. La combinaison de ces techniques avec celles du tatouage permet d'obtenir des scarifications tatouées. Si on considère comme des scarifications les incisions représentées sur l'abdomen de la Vénus de Brassempouy, la pratique remonterait, au moins, au Paléolithique supérieur.

Scarifications
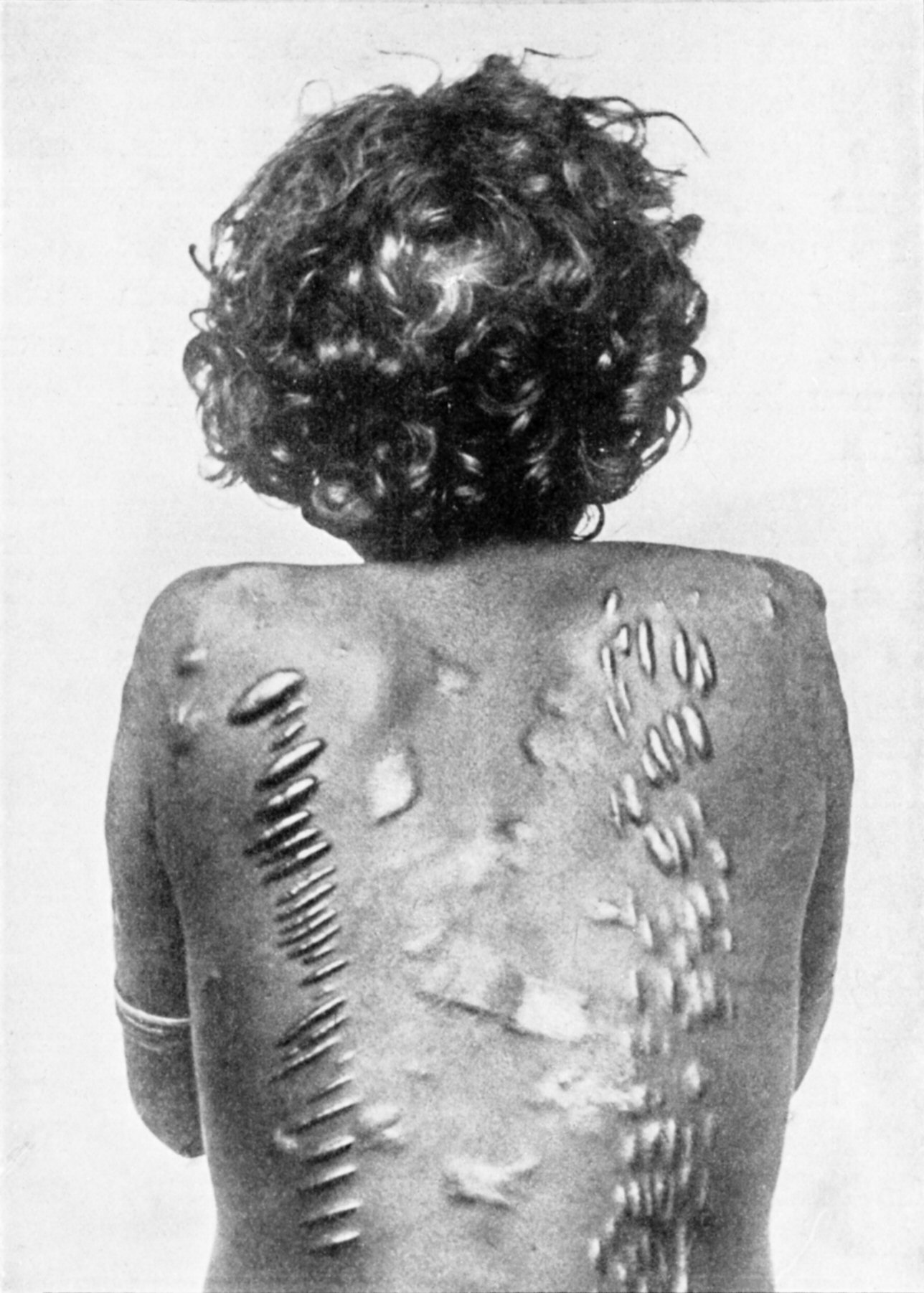
Scarifications sur une femme Larrakia (Australie)[n 10]
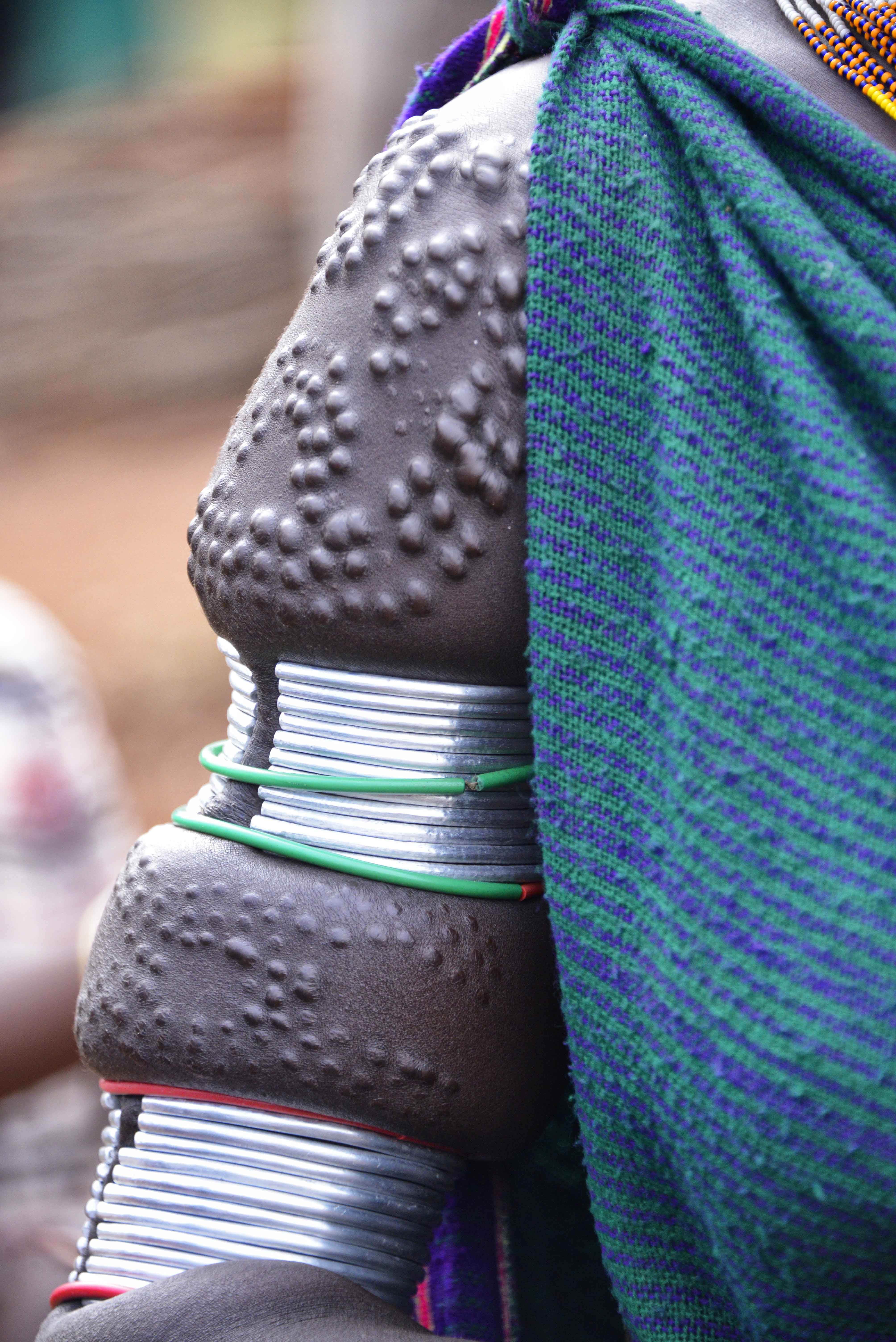
Scarification du bras (vallée de l'Omo, Éthiopie)
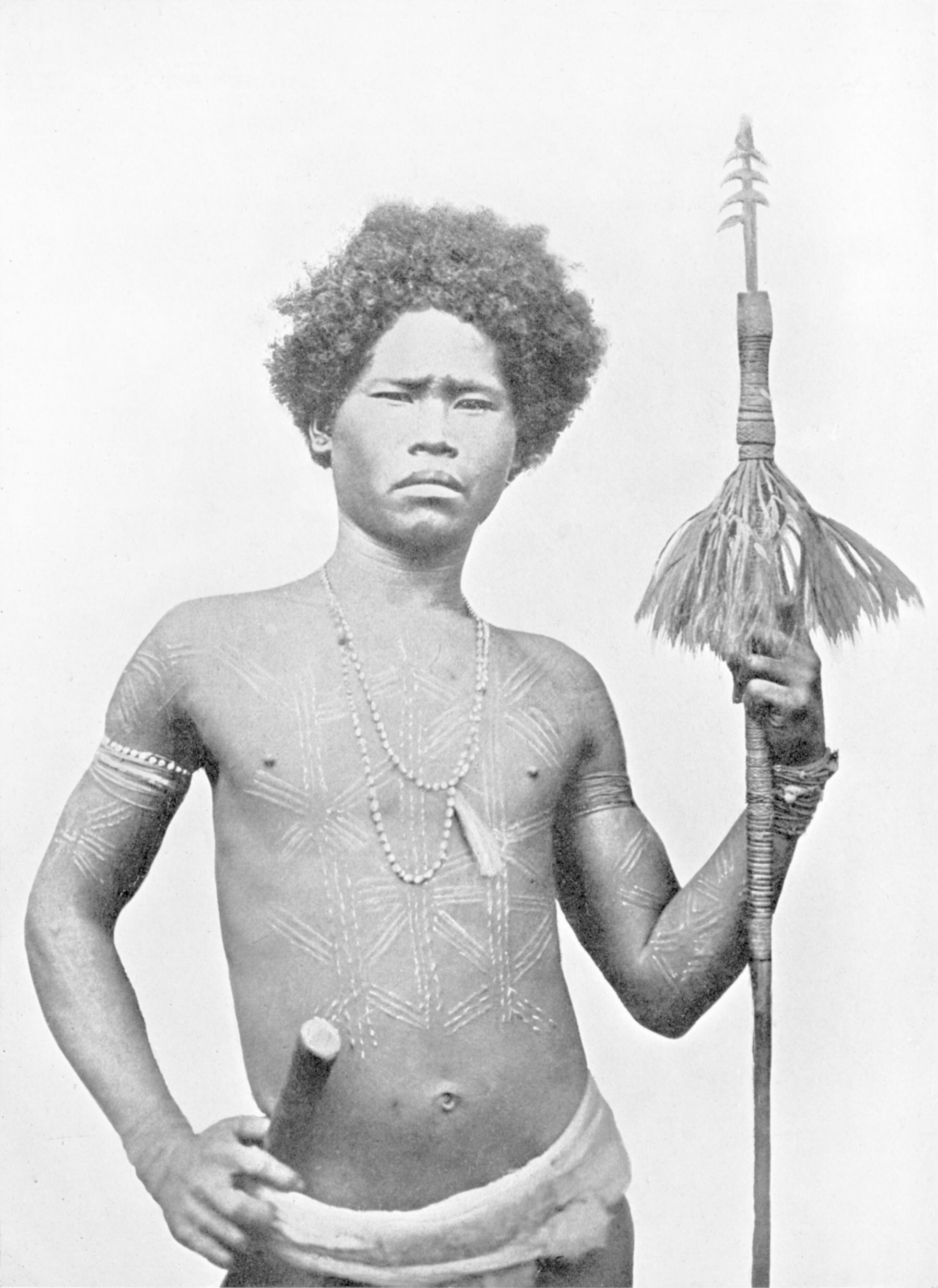
Scarifications pectorales (Négrito, Philippines)
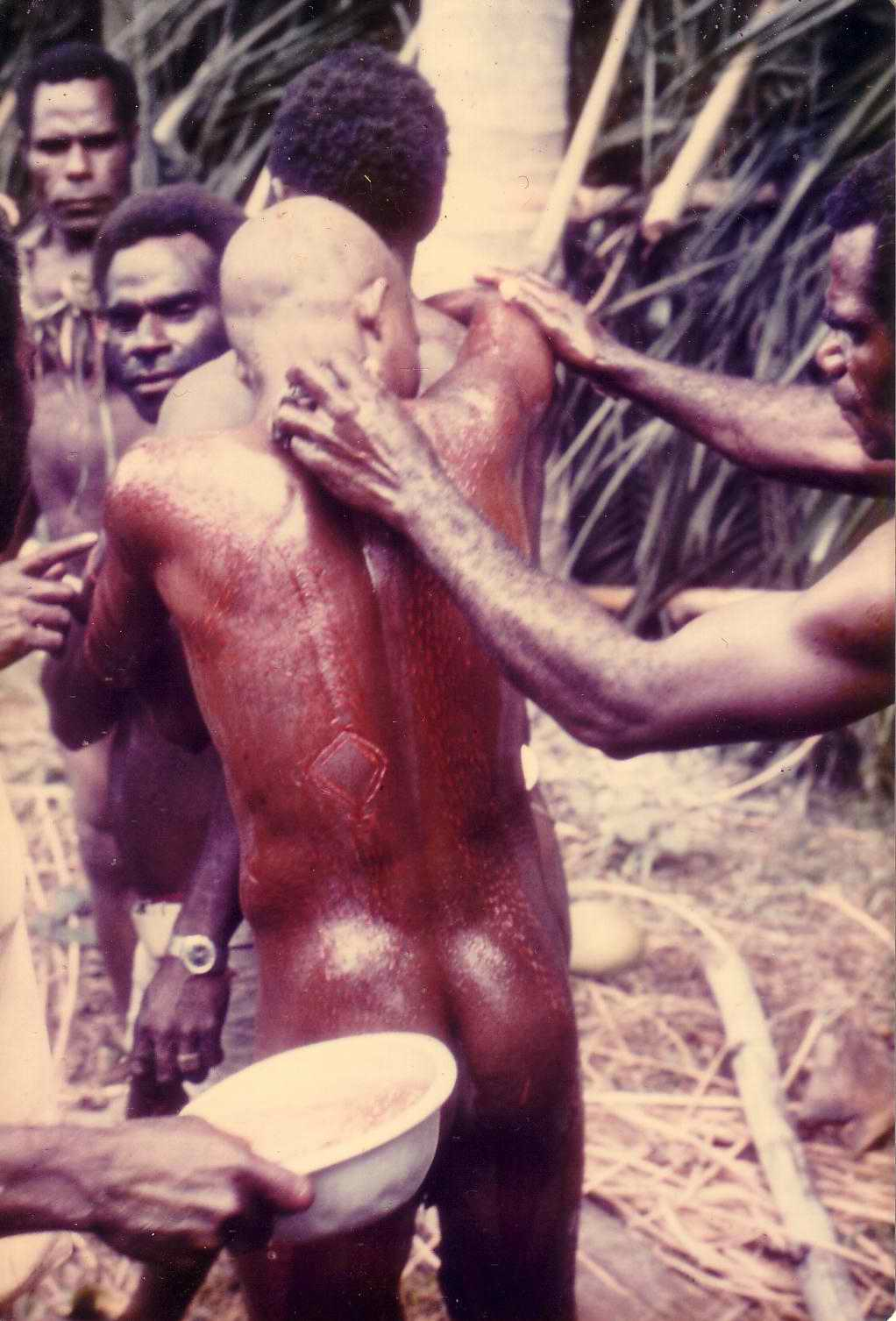
Rituel de scarification en Papouasie-Nouvelle-Guinée

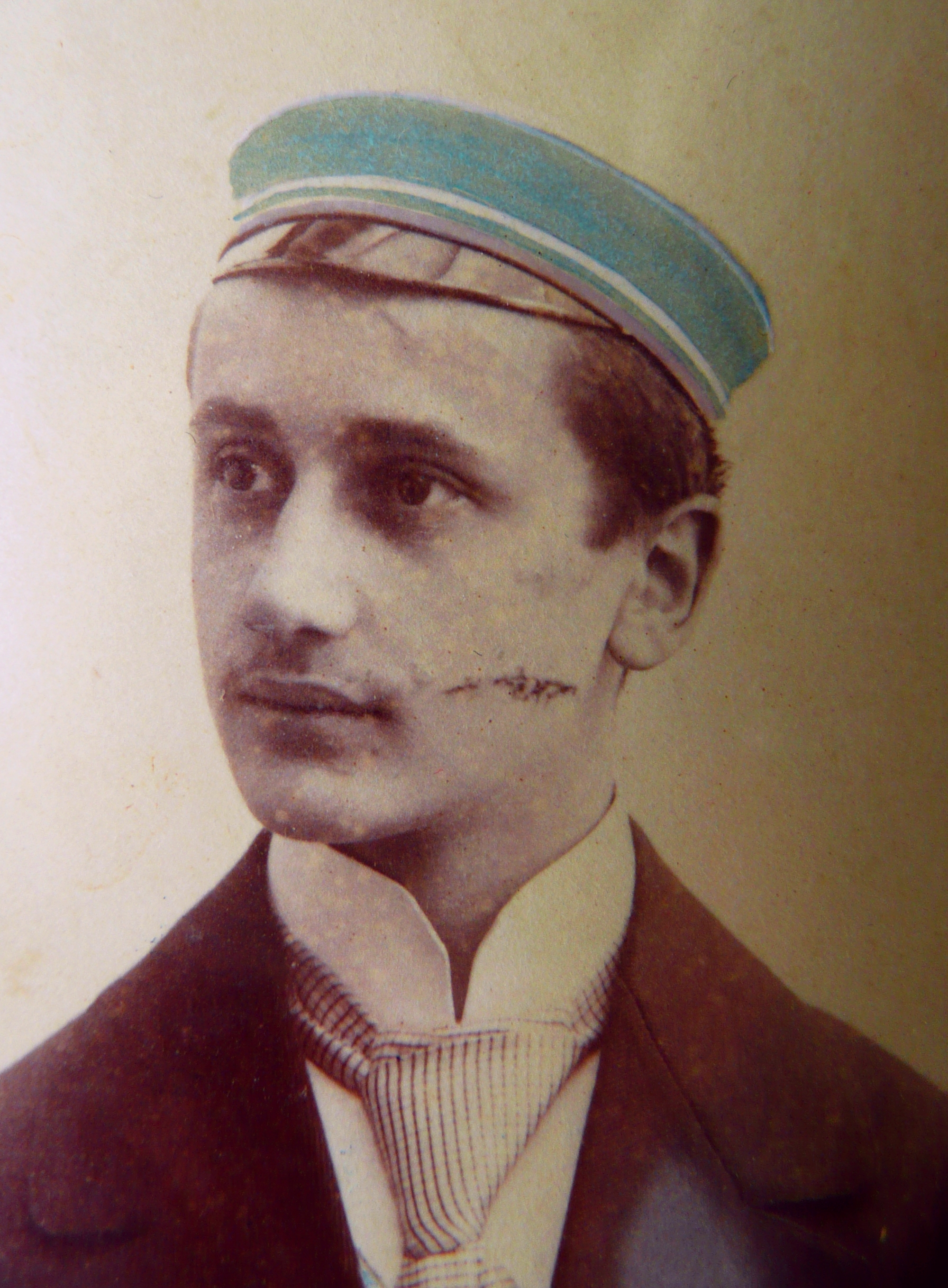
Portrait d'Adolf Hoffmann-Heyden (1877-1964), étudiant allemand arborant les cicatrices de duel connues sous le vocable de Schmisse.

En Europe, la scarification initiatique des étudiants allemands et autrichiens, connue sous le nom de Schmisse est décrite depuis 1825. Extrêmement prisée par les futures élites germaniques, elle est produite au cours de duels (Mensuren) ritualisés entre jeunes gens appartenant aux fraternités estudiantines ou engagés dans l'armée allemande. Les règles du combat visent à obtenir des cicatrices, considérées comme une preuve de courage, et à en codifier l'administration (protections, type de lame, profil droit épargné). Le processus de cicatrisation est contrôlé, permettant de générer soit une élégante estafilade, soit un bourrelet très visible. Les plus timorés peuvent avoir recours à la chirurgie pour se faire réaliser une fausse Schmisse. Sur les 133 associations estudiantines (Burschenschaften), 10 ont aboli la pratique, 64 la considèrent encore comme obligatoire, 59 comme facultative.
En dehors des pratiques ritualisées, la scarification est une forme fréquente d'auto-mutilation associée à des affections psychiatriques, notamment chez l'adolescent.

### Perçage
Le perçage (en anglais piercing) est une pratique consistant à percer ou à inciser une partie du corps pour y insérer un objet ou un bijou. Le streching (étirement en français) consiste à poursuivre cette modification en introduisant un bijou de plus en plus volumineux pour provoquer l'élargissement de la cavité. Si le perçage du lobe de l'oreille et des ailes du nez restent les plus fréquents, aucune zone du corps n'échappe à cette pratique répandue sur toute la surface du globe, aussi bien dans les sociétés traditionnelles que dans la culture occidentale contemporaine[réf. nécessaire]. Traditionnellement bien en vue sur la face (sourcils, joues, lèvres, menton)[réf. nécessaire], les perçages sont aujourd'hui également exécutés sur le reste du corps, avec une prédilection pour les zones érogènes (tétons, appareil génital externe).
Selon Caroline Sahuc, les associations « tatouage-délinquance » ou « piercing-déviance sociale » ne sont pas pertinentes chez l'adolescent pour qui, la plupart du temps, la modification corporelle est avant tout un moyen d’expression.

### Marquage au fer (branding)

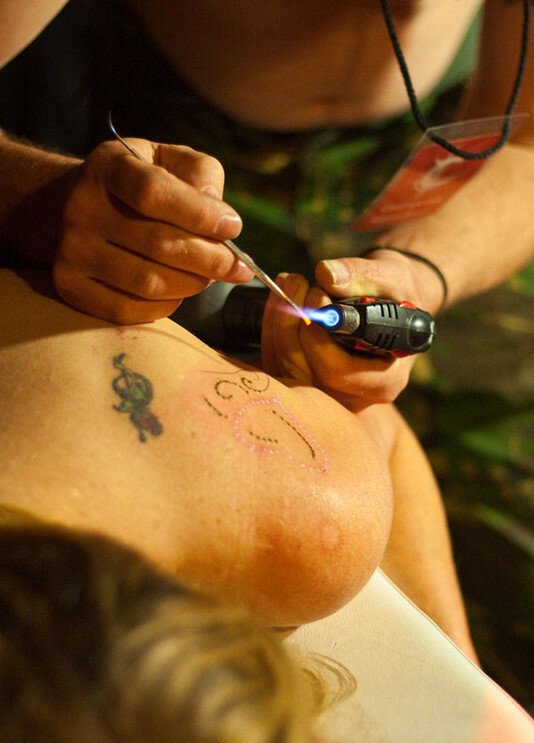
Marquage au fer contemporain à visée esthétique (Royaume-Uni, 2009).

Le marquage au fer consiste à appliquer sur la peau un objet chauffé pour y laisser une marque définitive. Traditionnellement réalisé dans le contexte de l'esclavage, de la torture et de l'emprisonnement, la pratique du marquage au fer peut aujourd'hui revêtir un aspect semi-volontaire, lors de rites d'initiation entourés d'une forte pression du groupe : gangs, environnement carcéral, fraternités. Le marquage au fer fait également partie de certaines pratiques sexuelles de soumission BDSM. Enfin, la pratique peut correspondre à une démarche volontaire et personnelle de modification corporelle à visée esthétique (branding), associée ou non aux tatouages ou aux piercings.

## Modifications de la tête

### Crâne
Le modelage précoce du crâne, pratique très ancienne et un temps très répandue, est distingué par ceux qui l'étudient selon deux techniques : la déformation tabulaire et la déformation circulaire. Dans la première, le crâne est déformé grâce à l'application de planchettes dont l'agencement et l'angulation, variables, conditionnent l'effet obtenu. Dans la seconde, une bande de toile, une corde ou un arceau rigide compriment la boîte crânienne pendant sa croissance pour obtenir l'effet souhaité. Le plus souvent délibérée et prisée pour ses conséquences esthétiques, la déformation crânienne peut également être involontaire et secondaire à des coutumes vestimentaires néonatales, comme les déformations dites « toulousaine » ou « normande », observées en France jusqu'au XIXe siècle. Volontaires, les déformations du crâne ont été utilisées pour exagérer des caractéristiques préexistantes ou distinguer des groupes sociaux, soit dans le sens de la valorisation, en les réservant à une caste considérée comme supérieure, soit, inversement, en les imposant à un groupe social considéré comme inférieur.

Déformations crâniales
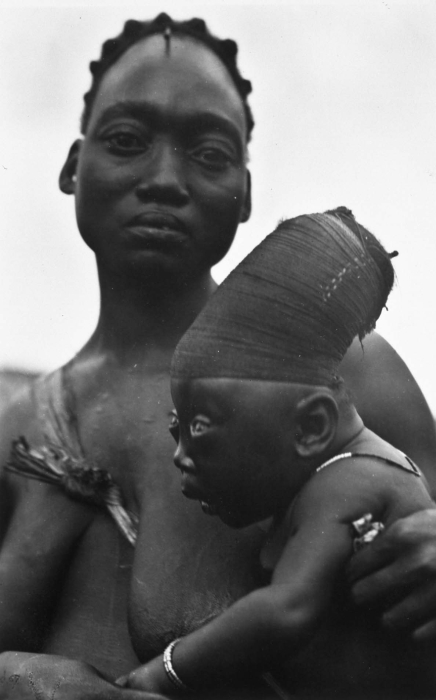
Femme Mangbetu et son enfant (v. 1930).
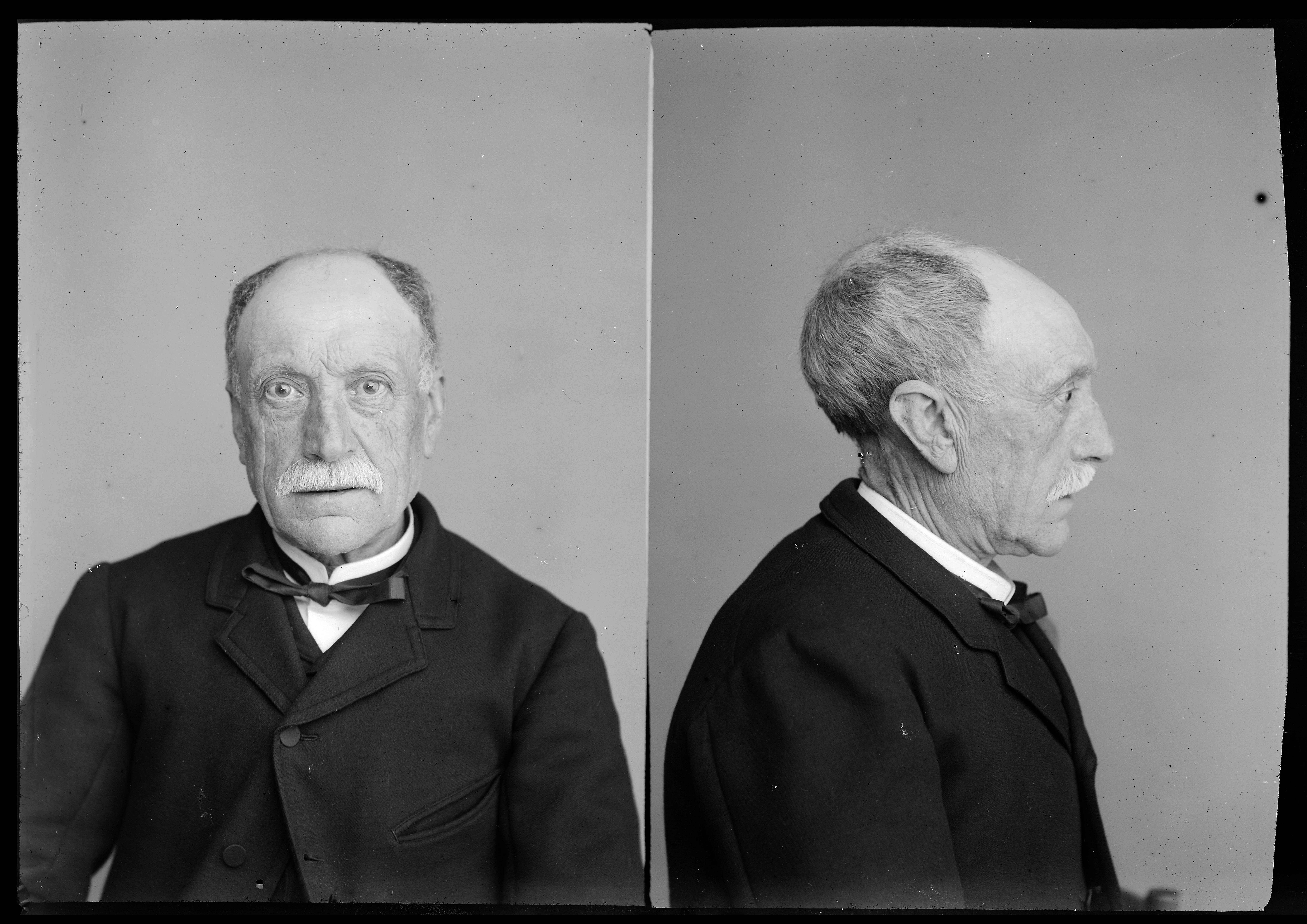
Déformation toulousaine (muséum de Toulouse).
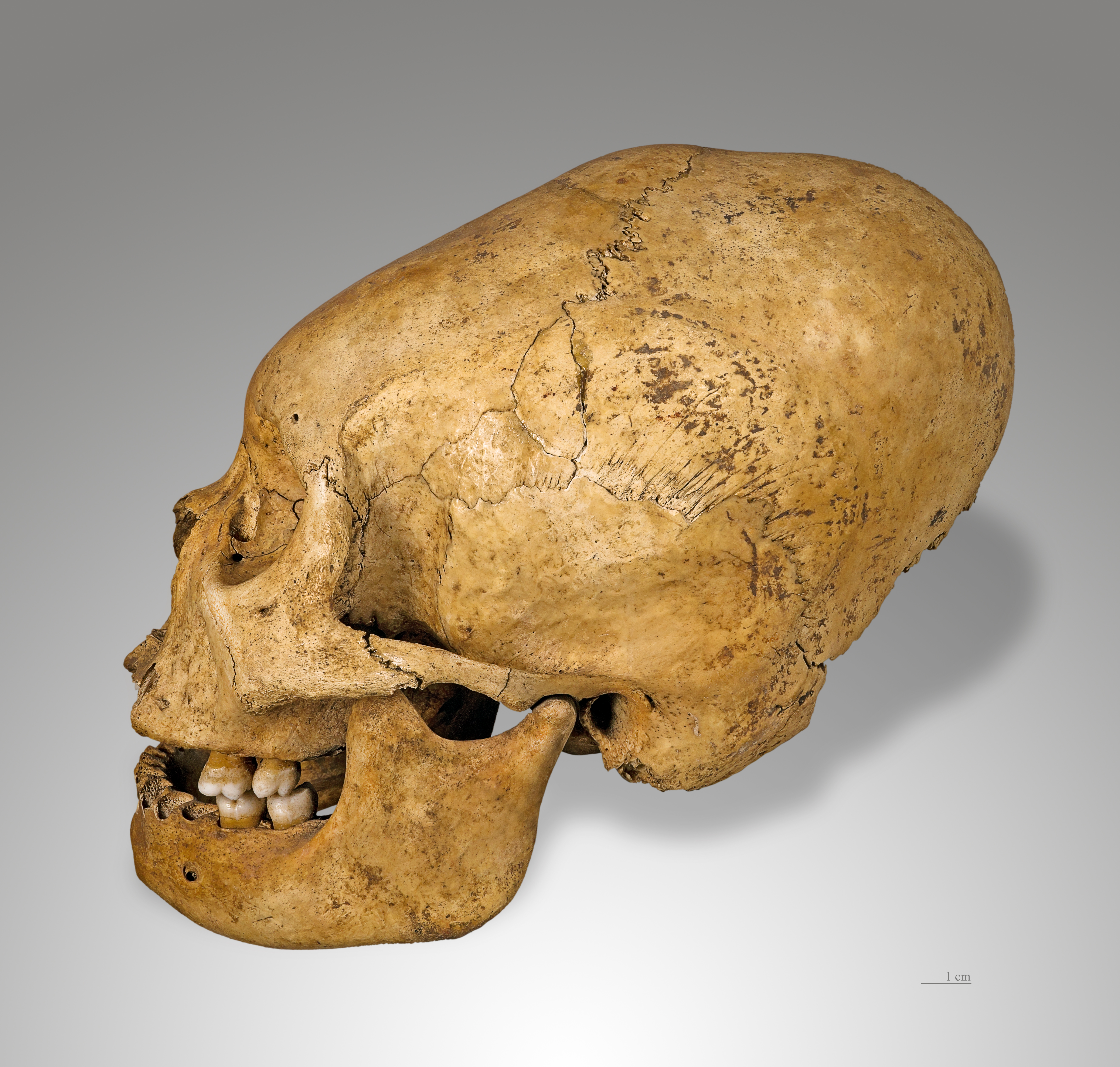
Déformation péruvienne (culture proto-Nazca).
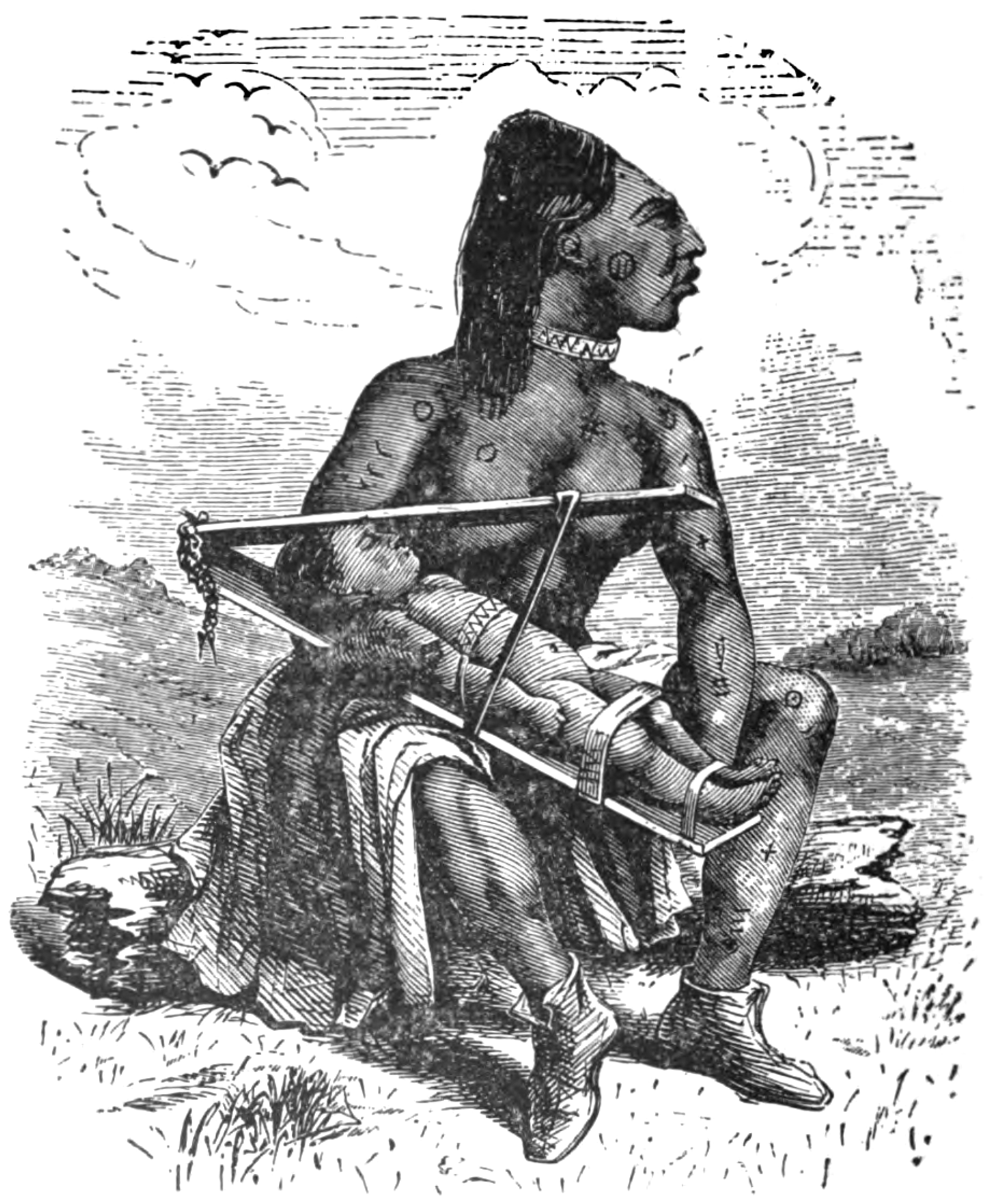
Mode opératoire (Indiens des Plaines).
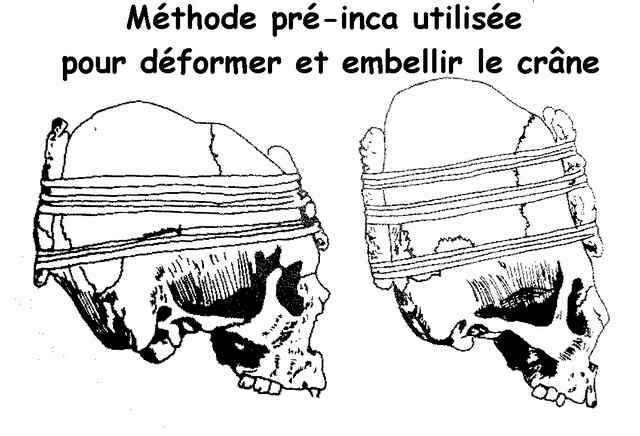
Méthode pré-Inca des planchettes.

### Cou

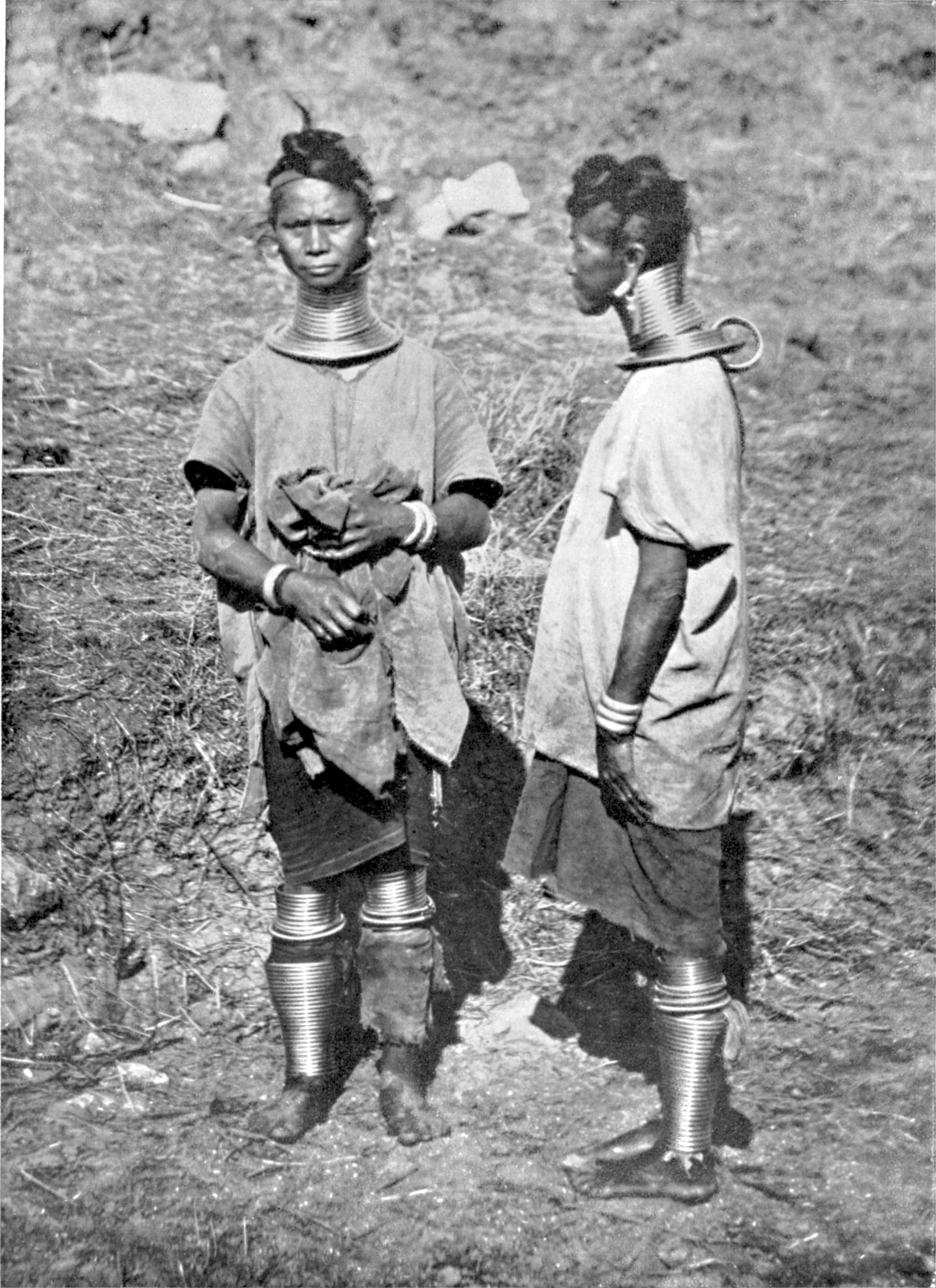
Femmes Padaung (Birmanie) portant des anneaux de cuivre au cou et aux jambes.

L'occurrence la plus connue de modification corporelle concernant le cou est celle des « femmes girafes » (ainsi baptisées par Vitold de Golish) de l'ethnie Padaung de Birmanie. La pose des premières pièces du collier et son évolution sont rythmées par les cycles lunaires et la maturité sexuelle de la fillette. Les motivations de cette pratique restent obscures.

### Lèvres
Labret, fiche végétale, plume, plateau, disque labial, botoque, toutes sortes d'objets naturels ou manufacturés, en bois, en pierre, en ivoire ou en métal peuvent être insérés dans des perforations réalisées dans l'épaisseur des lèvres (inférieure ou supérieure) et à leurs commissures. Cette pratique est très ancienne et répandue sur toute la surface du globe. Si les labrets ornementaux en forme de baguette occasionnent peu de gêne, les dispositifs circulaires de type « plateau » peuvent avoir, lorsque leur taille est importante, des conséquences invalidantes, moindres lorsqu'ils sont placés en position commissurale.

Labrets et déformations des lèvres
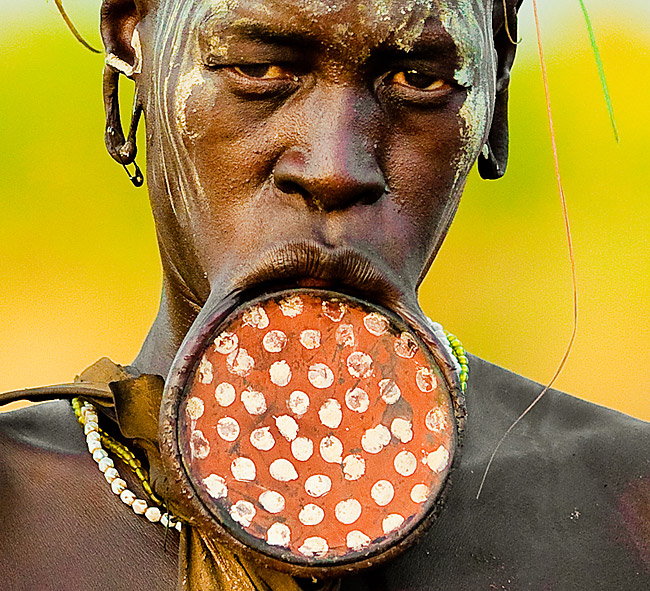
Femme Mursi avec plateau labial.
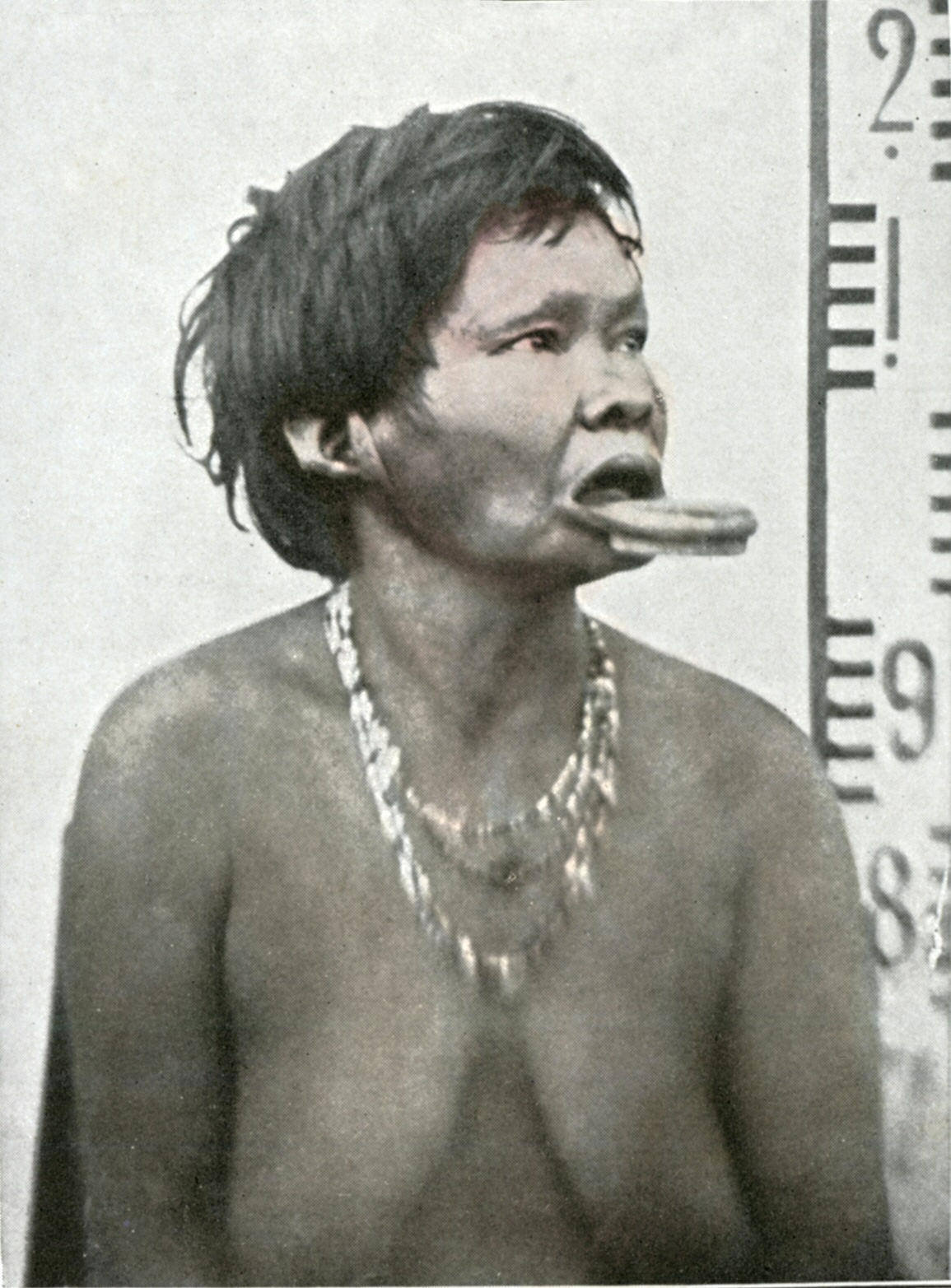
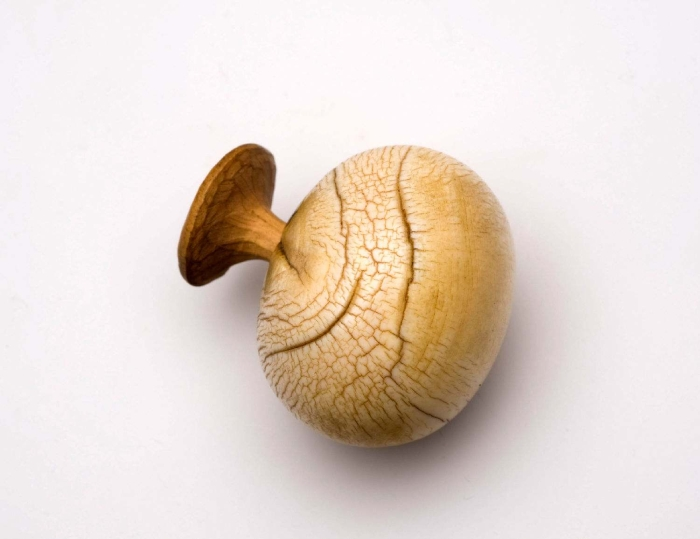
Ornement en ivoire pour la lèvre inférieure.
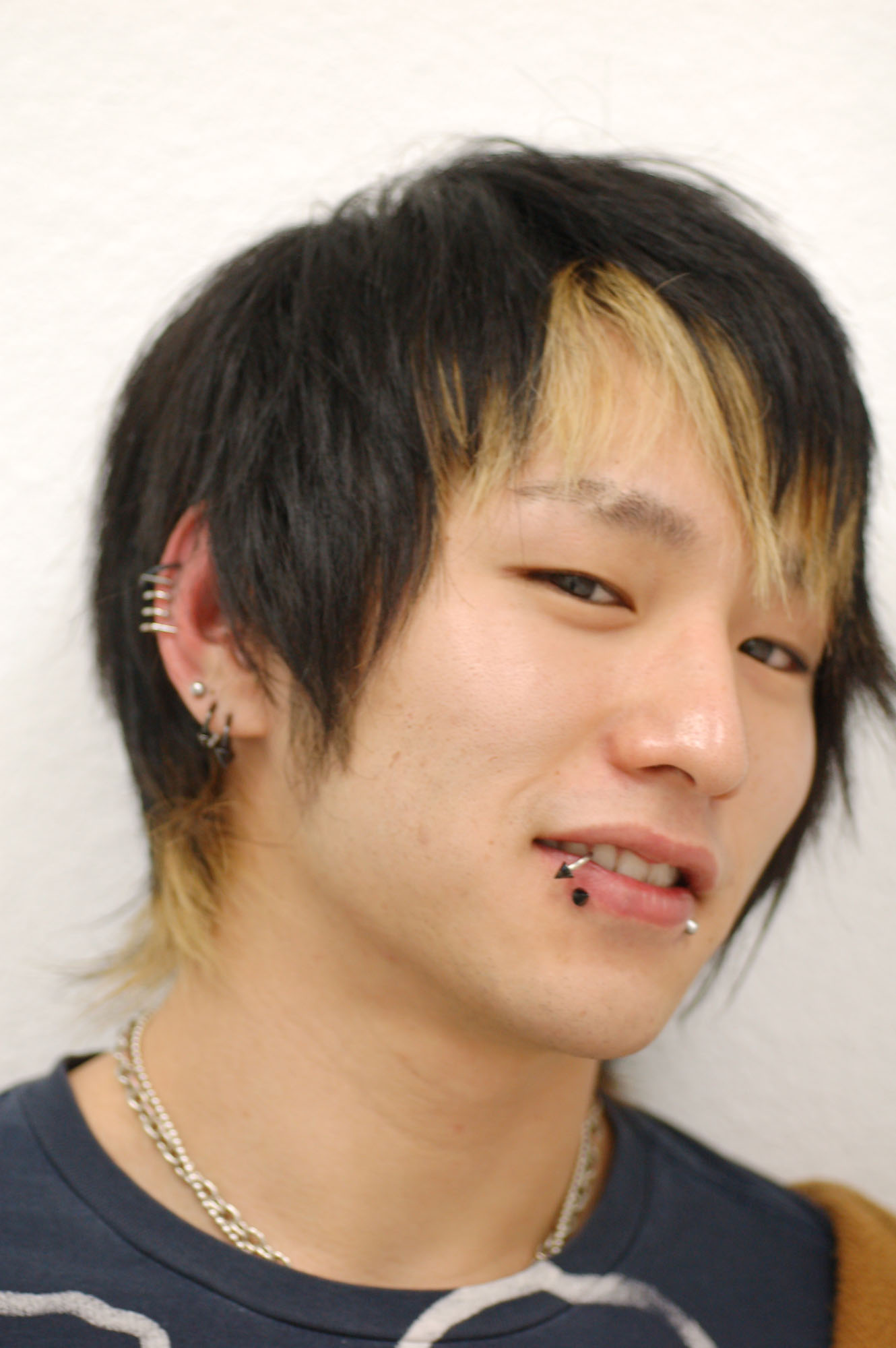
Labret « snakebite » contemporain.
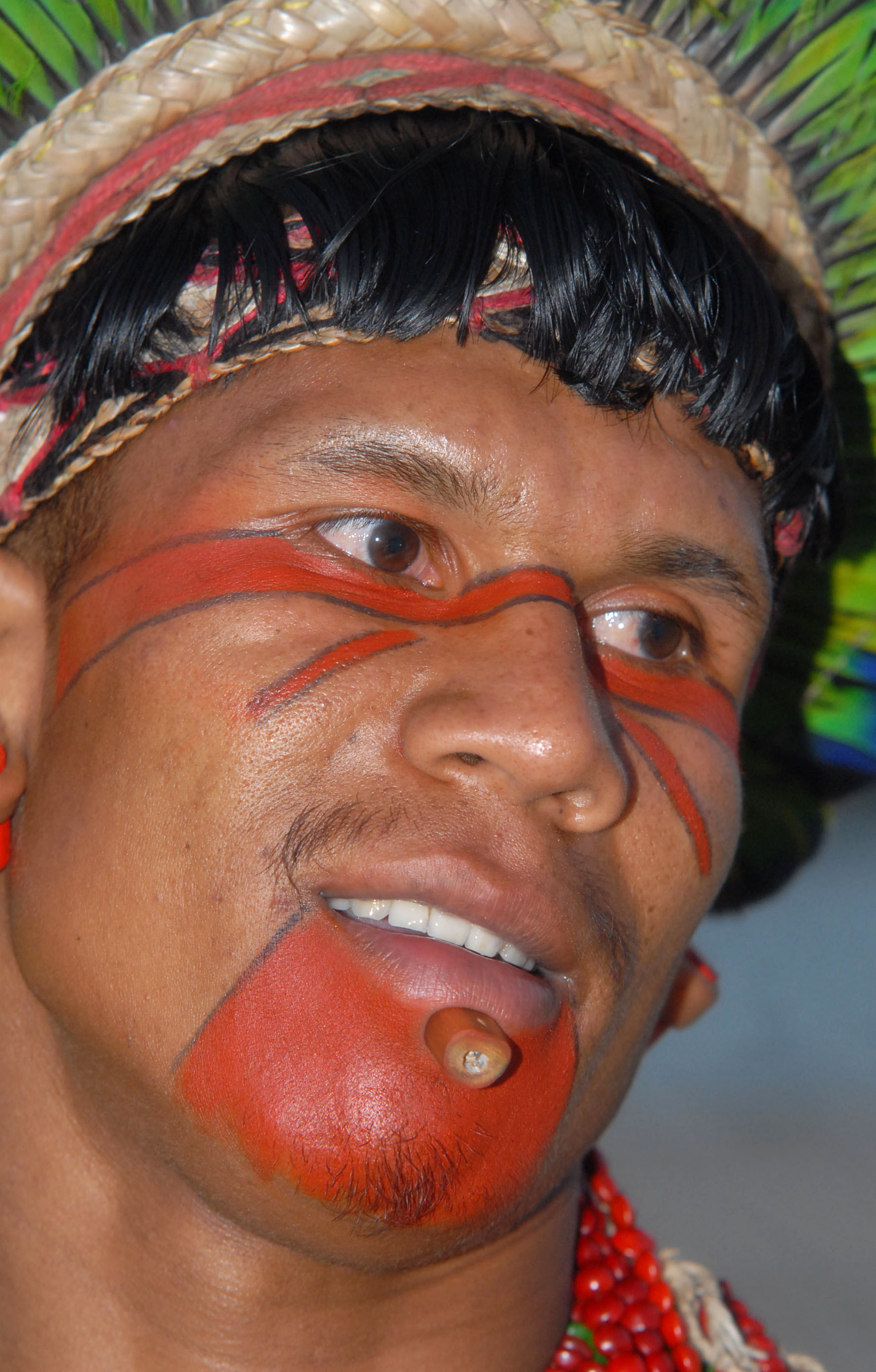
Indien Pataxo avec labret dans la lèvre inférieure.
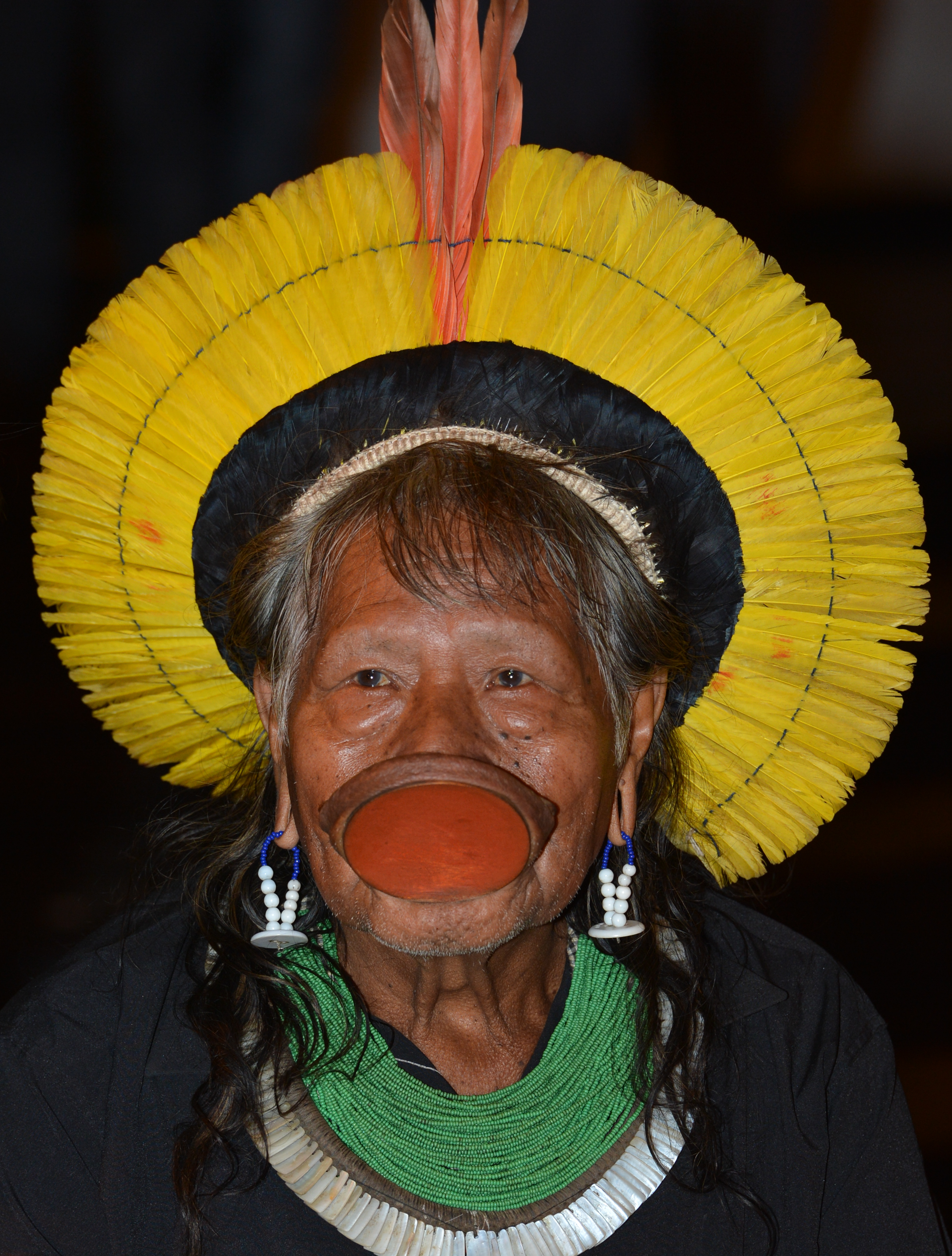
Streching de la lèvre.

### Oreilles
Peu sensible, le pavillon de l'oreille se prête à la modification corporelle, qui n'entraîne, en outre, pas de gêne fonctionnelle. Le perçage du lobe de l'oreille peut être pratiqué pour recevoir un bijou, et l'orifice peut ensuite être agrandi pour y insérer des objets de plus en plus grands (écarteur). La conque, rigide, peut quant à elle supporter, sans se déformer, de nombreuses décorations. Purement esthétique, symbolique ou religieux, le perçage du lobe de l'oreille, pratique immémoriale et universelle, constitue aujourd'hui la modification corporelle la plus fréquente au monde.

### Nez
Comme les lèvres, les ailes du nez ou le lobe charnu prolongeant la cloison nasale peuvent être percés pour être ornés de parures à vocation purement esthétique ou à signification rituelle ou sociale. Il peut s'agir d'éléments naturels (plumes, coquillages, os, dents) ou d'objets manufacturés (disques, anneaux, perles montées, bijoux). Des prédispositions anatomiques particulières, comme les narines largement ouvertes de Papous, ont encouragé la créativité de certains peuples qui ont fait des parures de nez un élément essentiel de leur esthétique. D'autres modifications du nez sont par ailleurs rapportées : écrasement à la naissance (îles Carolines), incision et retournement des ailes (chez les Miranhas du Brésil).

Modifications corporelles du nez
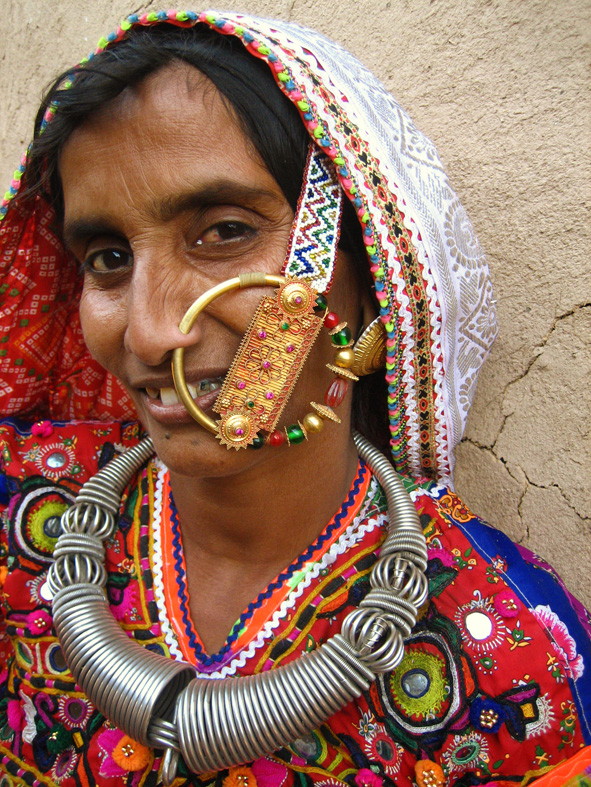
Femme Meghwal Gujarat, Inde.
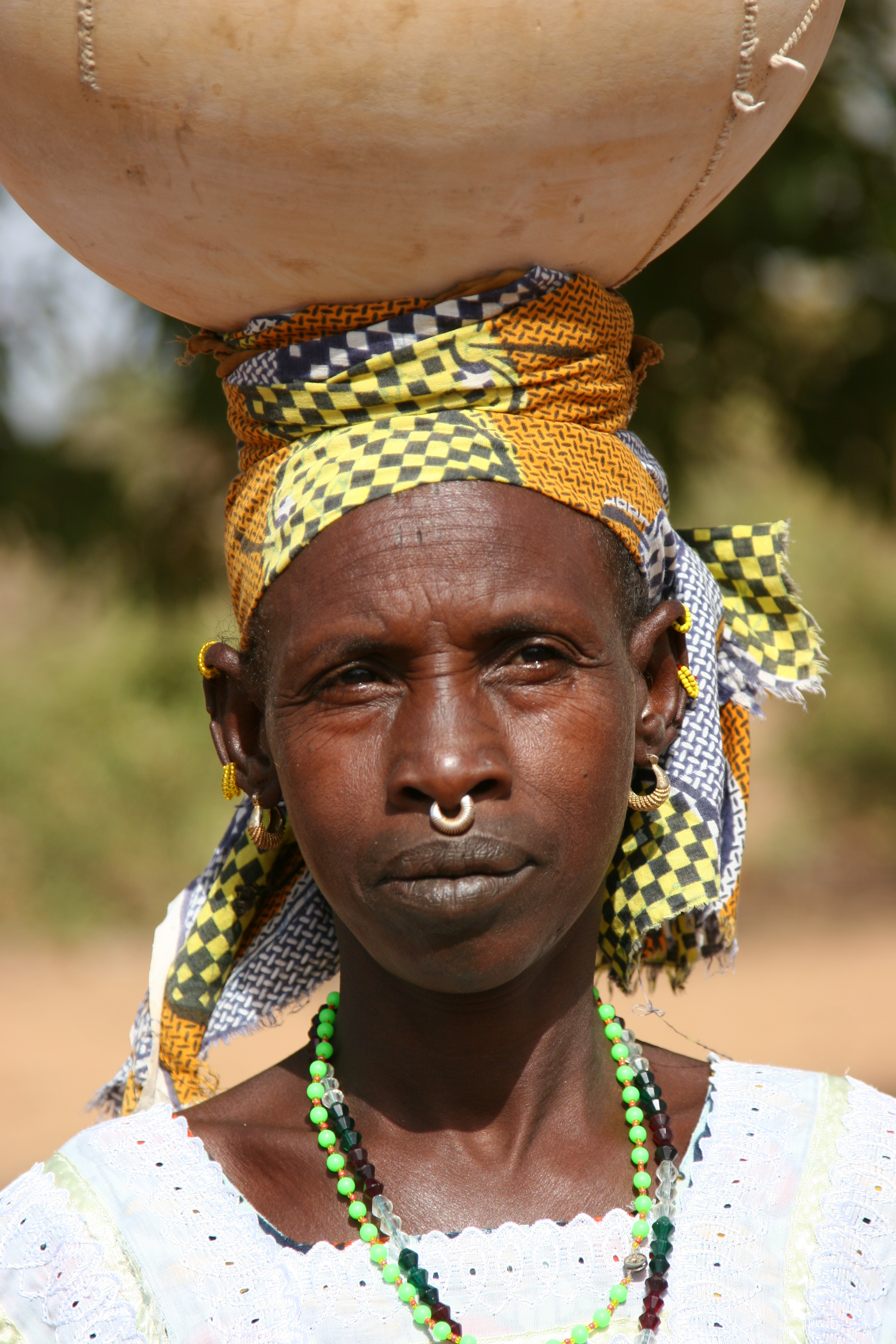
Femme Peule (Mali).
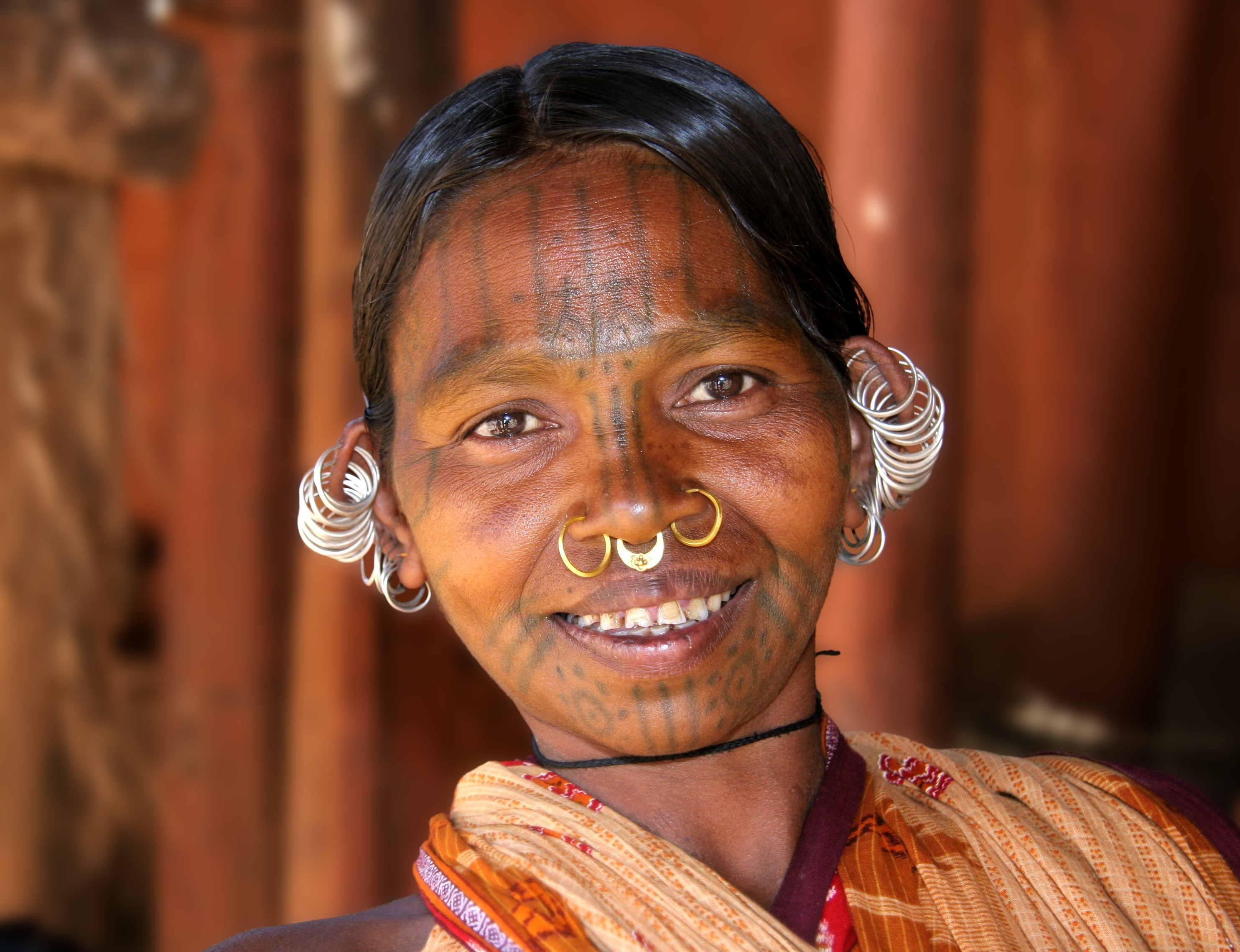
Femme Kutia Kondh Odisha, Inde.
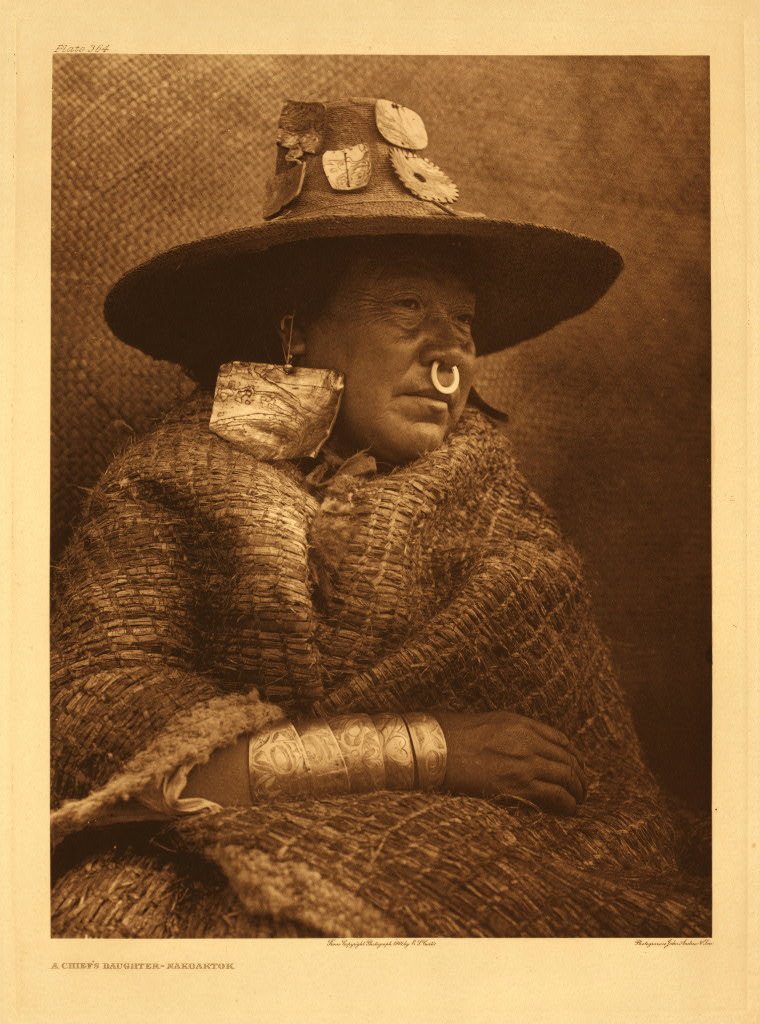
Femme Kwakwaka'wakw Colombie-Britannique.
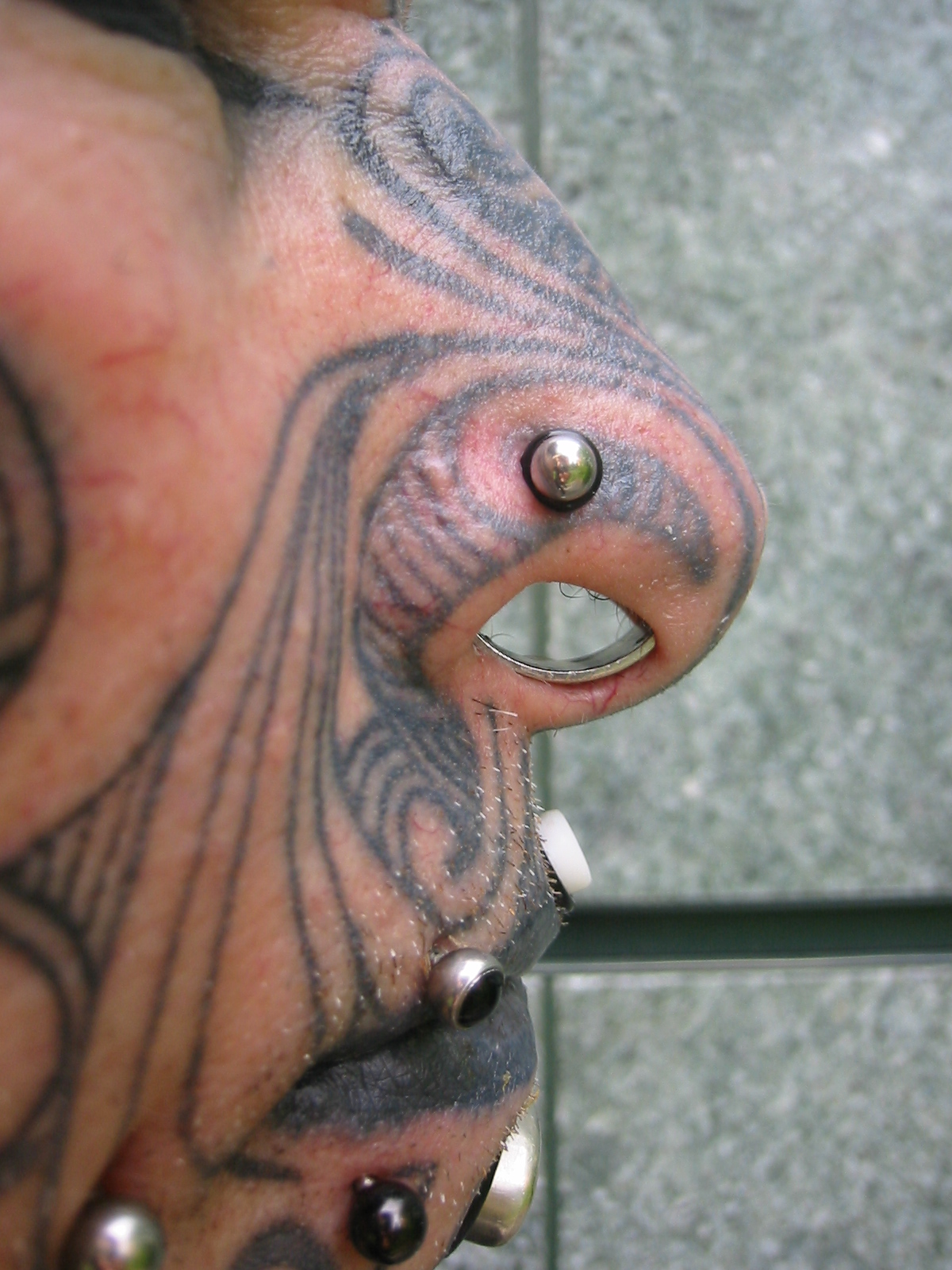
Piercing distendu du septum nasal.

### Langue

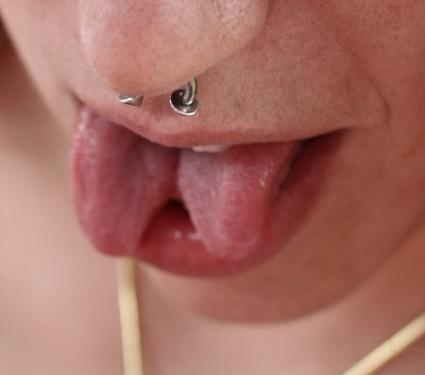
Langue bifide, obtenue par tongue split, chez une jeune femme.

Dans les sociétés occidentales contemporaines, la langue peut être l'objet de modifications corporelles, la plus courante étant le perçage et la plus rare le tongue split (en français, langue fendue), une pratique contestée, visant à séparer la partie antérieure de la langue afin que celle-ci prenne une apparence bifide, caractéristique de celle des serpents.

### Dents
Les incisives et les canines, découvertes par les lèvres entrouvertes, font l'objet d'une grande variété de modifications : avulsion de la dent, taille de la couronne, incrustation, laquage, placage.
Très répandue, la pratique de l'avulsion serait la plus ancienne, et semblerait originellement faire partie de rites de passage parfois associés à la circoncision.
Concernant la taille de la couronne, connue historiquement en Amérique latine et en Asie, et toujours pratiquée en Afrique, elle va de la simple amputation à une variété de profilages (en créneaux, en pointe, en dents de scie, en angle, en marteau, en crochets, etc.) aujourd'hui bien répertoriée. Le choix des dents concernées, inférieures, supérieures, incisives, canines ouvre un niveau supplémentaire et infini de variantes. Le résultat souhaité peut être obtenu par percussion, par sciage, par abrasion, cette dernière pouvant venir compléter et affiner l'effet des précédentes.
Très pratiquée dans l'Amérique précolombienne l'incrustation y faisait appel à la turquoise, au jade, à l'hématite, à la pyrite. Taillées en cylindre, les pierres étaient scellées, à la face externe de la dent, dans un alvéole creusé avec un trépan. La pratique est toujours très populaire en Inde où une variété de techniques coexistent.
Le laquage, encore pratiqué en Asie, consiste à teindre la dent. Réalisée dans les règles de l'art, l'opération est irréversible. Elle se fait traditionnellement en deux temps : on applique tout d'abord sur les dents de la gomme-laque, qu'on recouvre ensuite d'une préparation ferro-tannique. D'autres protocoles, faisant appel au bétel ou au bitume sont parfois décrits.

Modifications dentaires
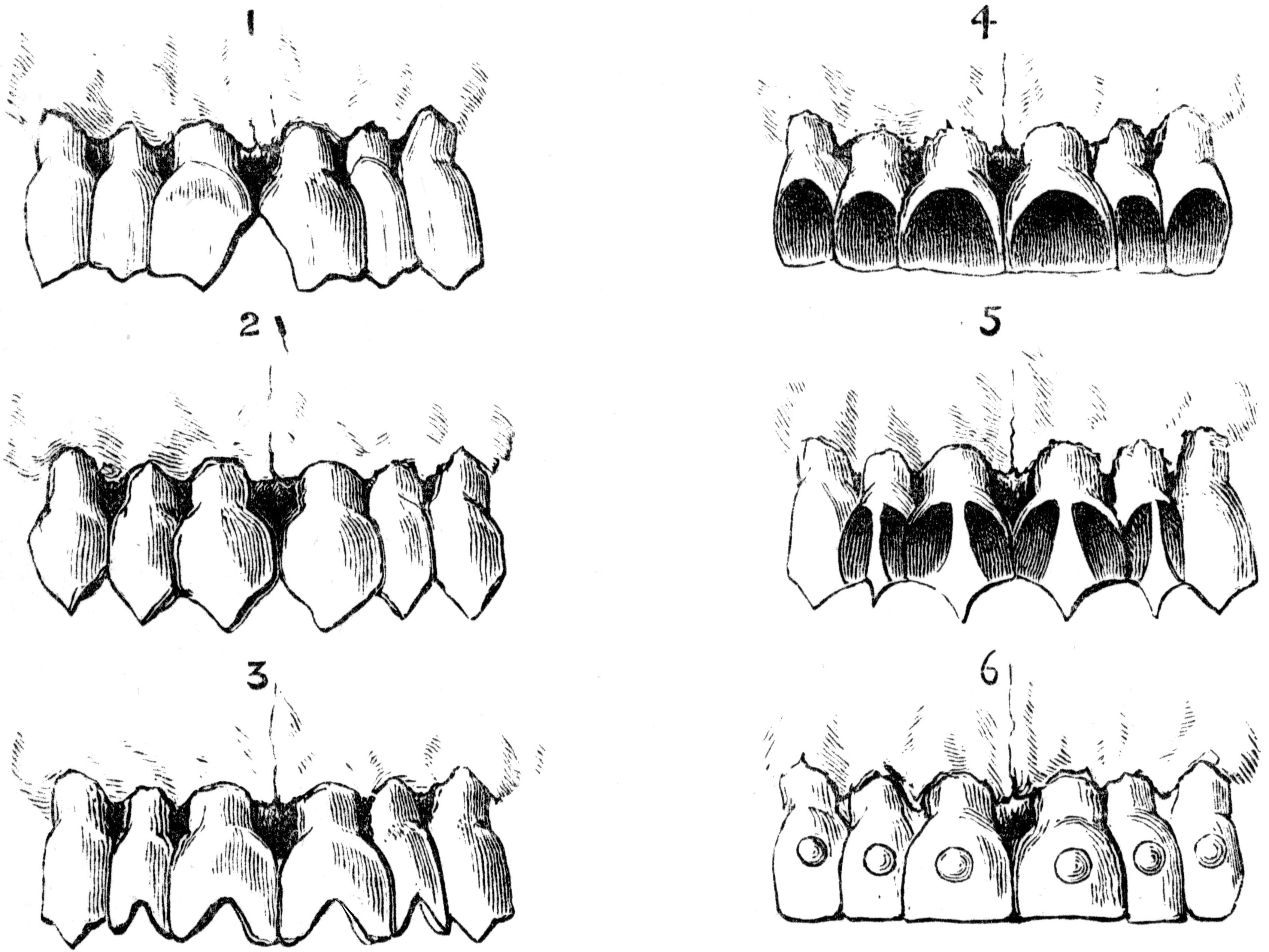
Motifs de modifications dentaires.
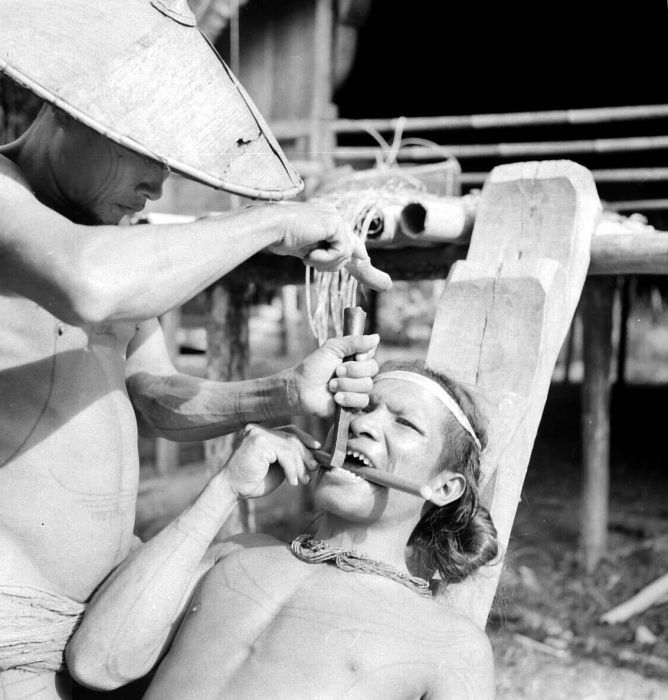
Mode opératoire (Indonésie).
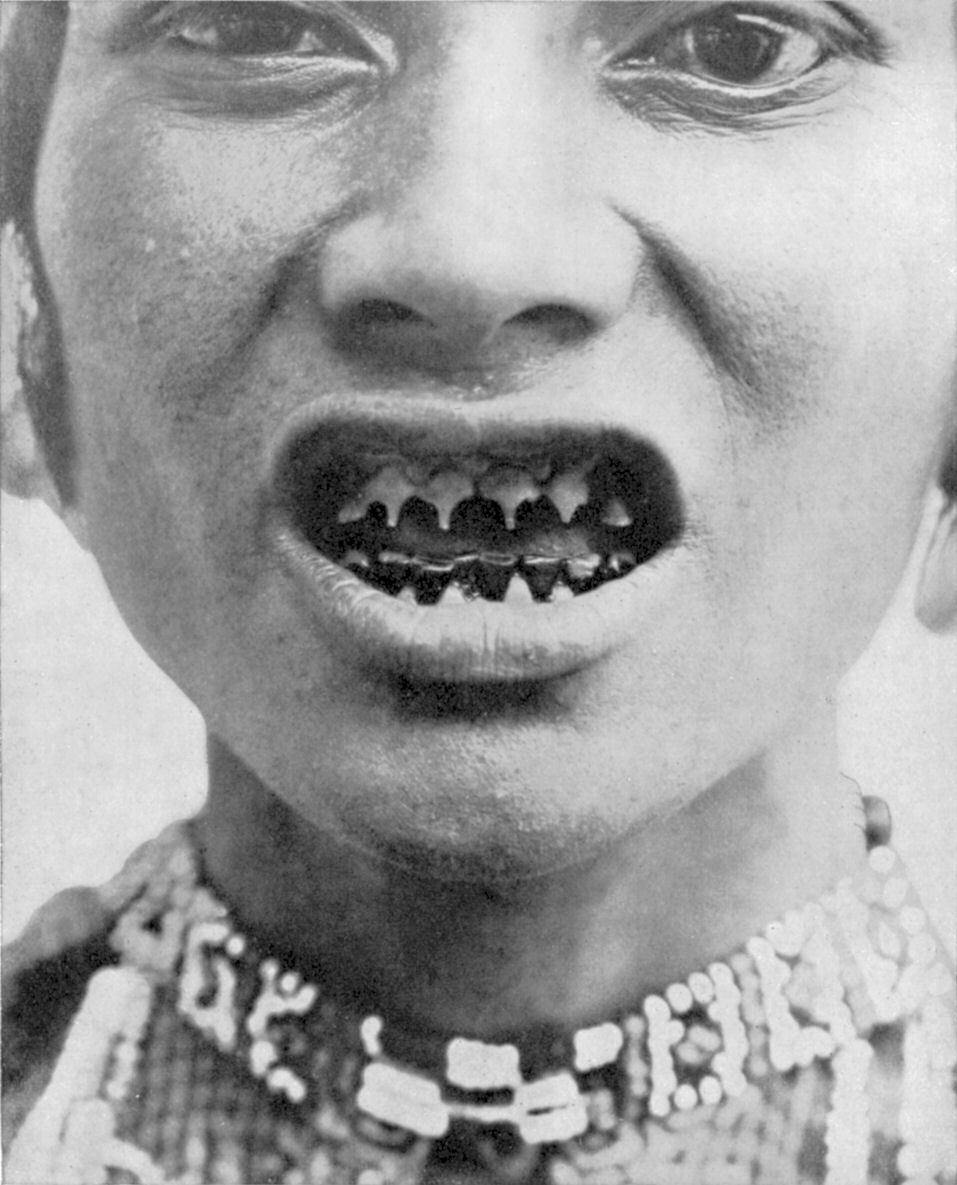
Motif à dents de scie Mindanao (Philippines).
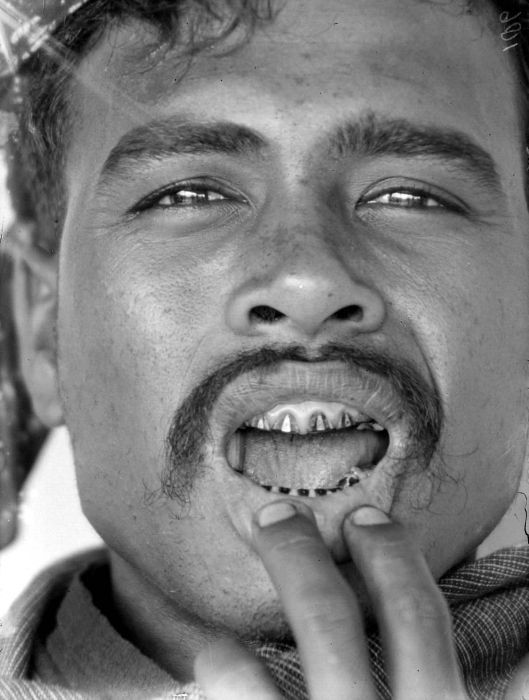
Dents abrasées (Sumatra du Nord).
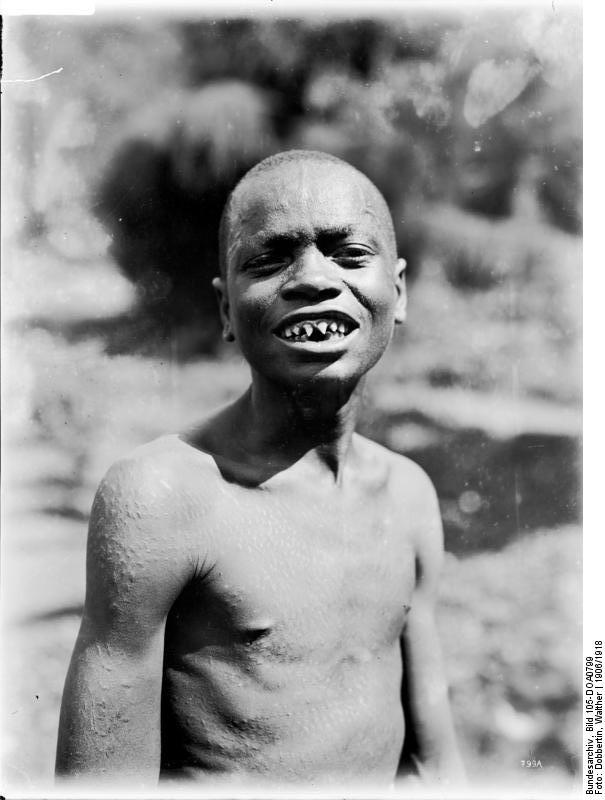
Incisives effilées (Afrique de l'Ouest).

## Modifications du tronc et des membres

### Sein
Ablation - Si les Amazones, qui doivent leur nom au sacrifice de leur sein, appartiennent à la mythologie grecque, l'ablation d'un ou des deux seins est une réalité historique concernant essentiellement des sociétés de femmes isolées et déterminées à vivre indépendamment des hommes. Une pratique mystique du même ordre a été décrite chez les femmes de la secte des Skoptzy, dont les hommes, quant à eux, se castraient.
Repassage des seins - Le repassage des seins est une pratique encore répandue dans certains pays, qui consiste à réaliser un massage de la poitrine à l’aide de préparations médicamenteuses ou d’éléments préalablement chauffés, de manière à limiter la maturité physique des jeunes filles. Souvent associée à la pose de bandages constricteurs et unanimement considérée comme préjudiciable à la santé, la pratique viserait à éviter l'apparition d'une sexualité précoce,.
Mammoplastie - Le développement, à partir du XXe siècle, des chirurgies plastique et esthétique, a fait la part belle à la mammoplastie, procédure chirurgicale destinée à la reconstruction de la poitrine, mais également à réduire ou à augmenter le volume des seins. Dans le second cas, les chirurgiens ont recours à une variété de techniques, impliquant ou non la pose d'implants mammaires.

### Doigts de la main
La fréquence des représentations de mains mutilées dans l'art pariétal a suscité des interrogations concernant des pratiques d'amputation volontaire des doigts chez l'homme préhistorique. Leur réalité n'a pu être établie, mais le sacrifice volontaire de phalanges ou de doigts entiers a été abondamment décrit, y compris à l'époque moderne, entre autres chez les Dugum Dani de Nouvelle-Guinée, à Madagascar, chez les natifs d'Amérique du Nord (Sioux, Assiniboins, Crows), les Bantous Héréros, les Hottentots et les Warramungas d'Australie. La pratique est intégrée au code d'honneur des Yakuzas japonais, où elle porte le nom de yubitsume. Dans tous les cas, l'ampleur de la mutilation et le choix du doigt à amputer dépendent de la tradition, tandis que la motivation apparaît constamment relever du sacrifice votif ou expiatoire,.

### Petit pied de la Chinoise

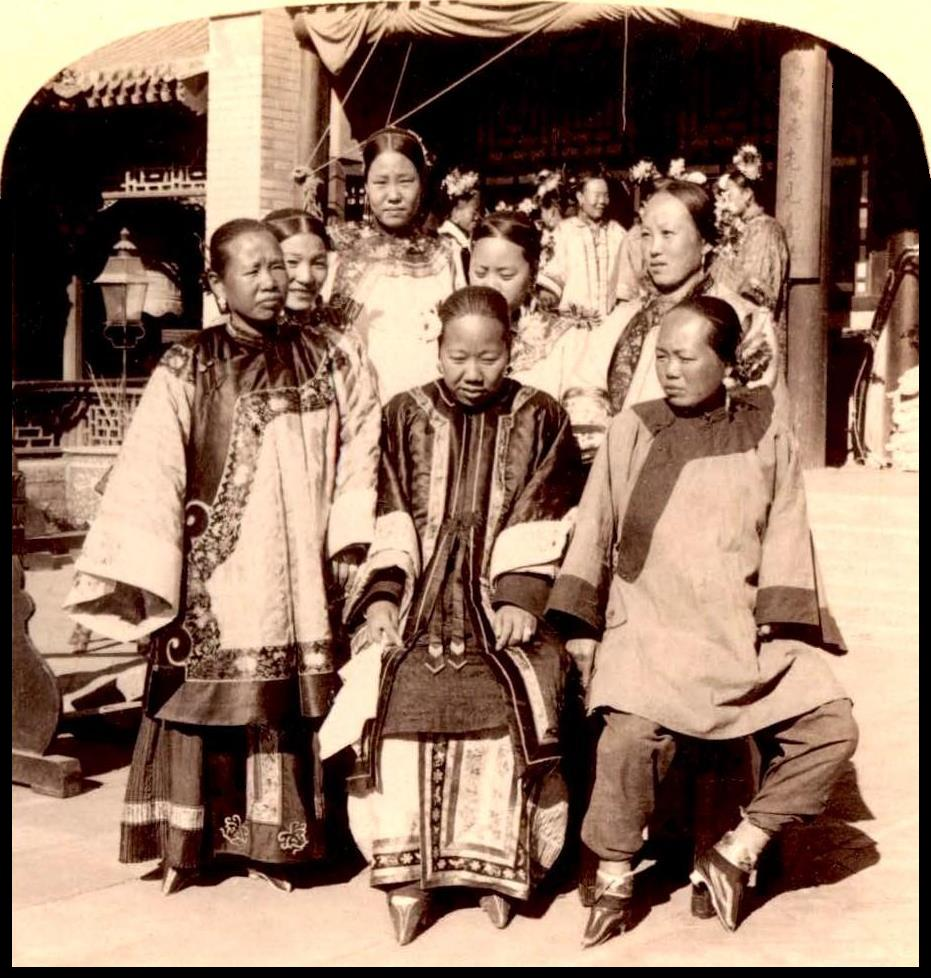
Riches Chinoises aux pieds déformés (photographie de James Ricalton vers 1900).

Pratiquée pendant un millier d'années et jusqu'au milieu du XXe siècle, la déformation intentionnelle du pied est une pratique qui est restée limitée à la Chine. La première étape, qui consiste à replier et à maintenir la face dorsale du pied en position plantaire sous le gros orteil, conduit à la déformation « vulgaire ». La seconde étape, qui consiste à faire basculer le pied en pliant la voûte plantaire autour d'un objet cylindrique, parachève la première et abouti à la déformation « idéale ». Appliquées sur des fillettes de quatre à huit ans et entretenues par des bandages et des massages incessants, ces manipulations produisaient des pieds ankylosés et difformes, mais minuscules. Les effets de cette modification corporelle n'étaient pas limités à la morphologie du pied ; ils touchaient également la bascule du bassin, la musculature des mollets et des cuisses et affectaient la démarche. Répandue dans toutes les classes sociales de l'Empire chinois et clairement liée à des objectifs érotiques, la coutume a été associée à des accessoires (souliers, sabots) sujets à des phénomènes de mode. Interdite à l'avènement de la République, la pratique a persisté, dans certaines zones reculées, jusqu'au milieu du XXe siècle.

### Modifications de la silhouette
Les modifications intentionnelles de la silhouette peuvent passer par des artifices vestimentaires destinés à mettre en valeur poitrine, taille, et bassin (surcots, corsets), par une mise en valeur de la masse musculaire (culturisme), par une réduction de la taille (tightlacing) ou par une exagération des masses adipeuses (sumotori). Cette dernière pratique a été un temps systématisée en Mauritanie où « pour être femme de qualité, il faut être femme de quantité ». Le prestige associé à la présence, dans la famille, d'une jeune fille obèse, y a favorisé le développement de véritables « maisons d'engraissement » et d'une corporation de « gaveuses » professionnelles. Ces pratiques, et les silhouettes correspondantes, ont été rapprochées des représentations de certaines Vénus paléolithiques.

Vénus paléolithiques
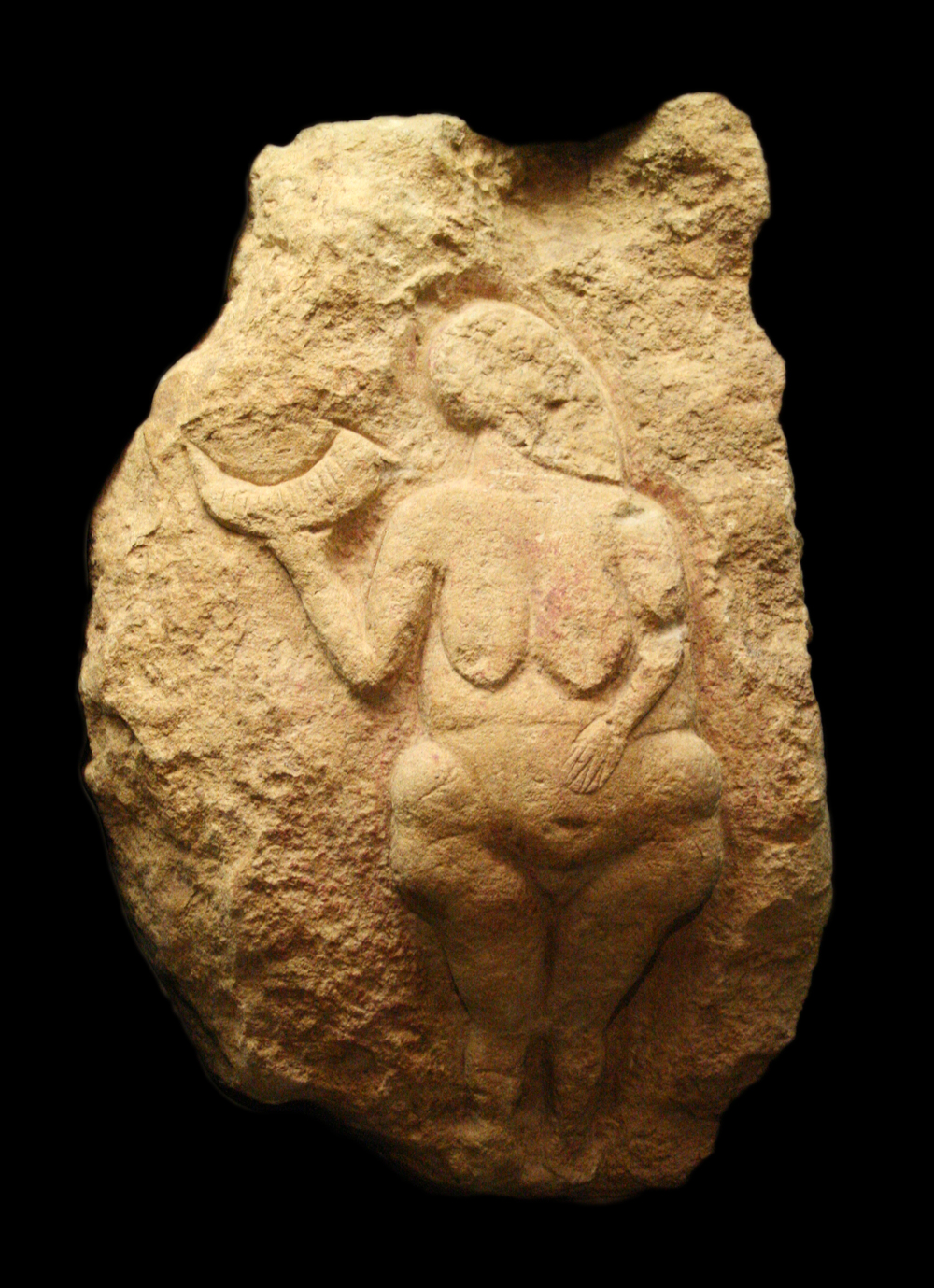
Adiposité gynoïde : Vénus à la corne de Laussel.
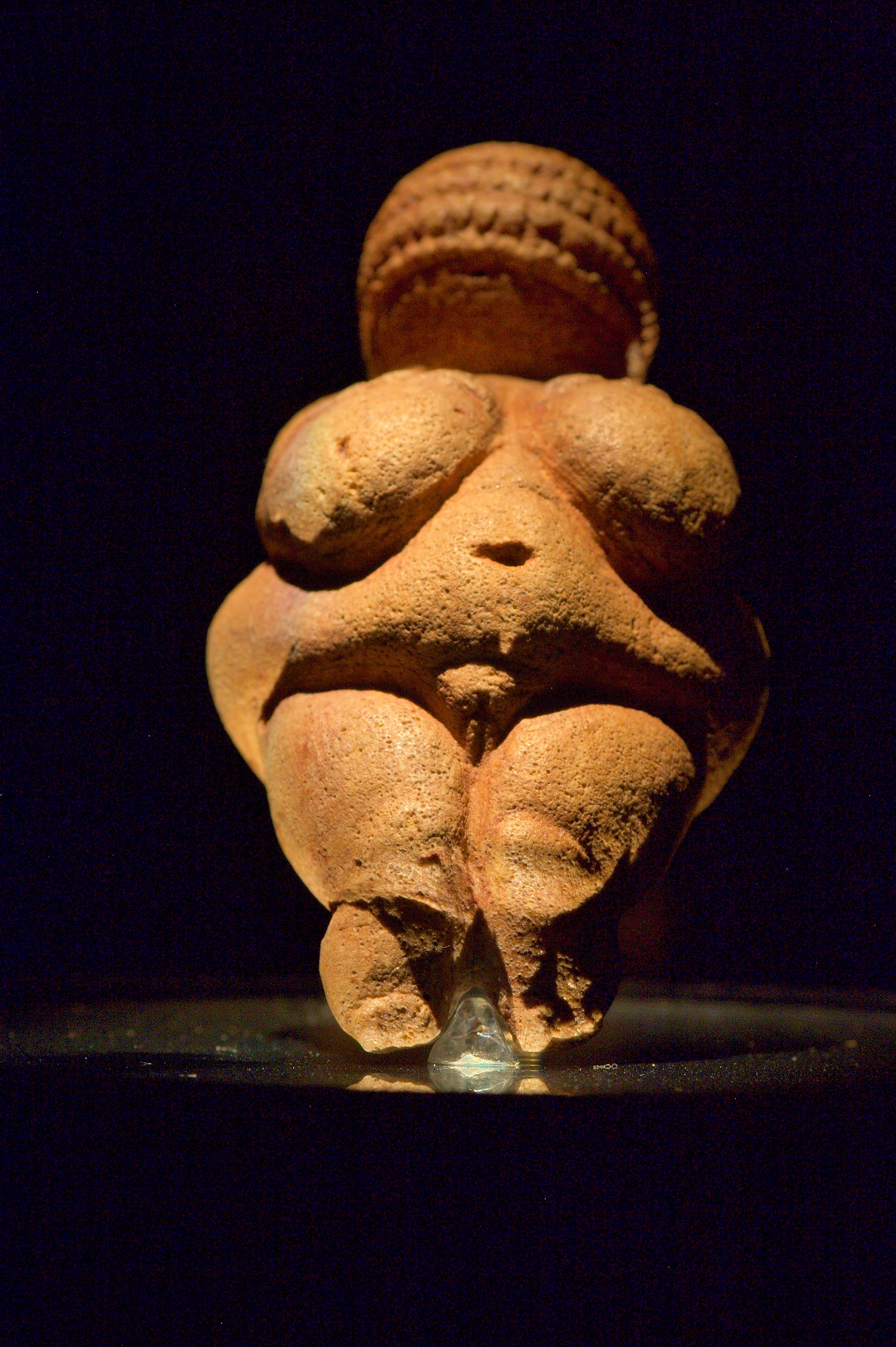
Obésité : Vénus de Willendorf.
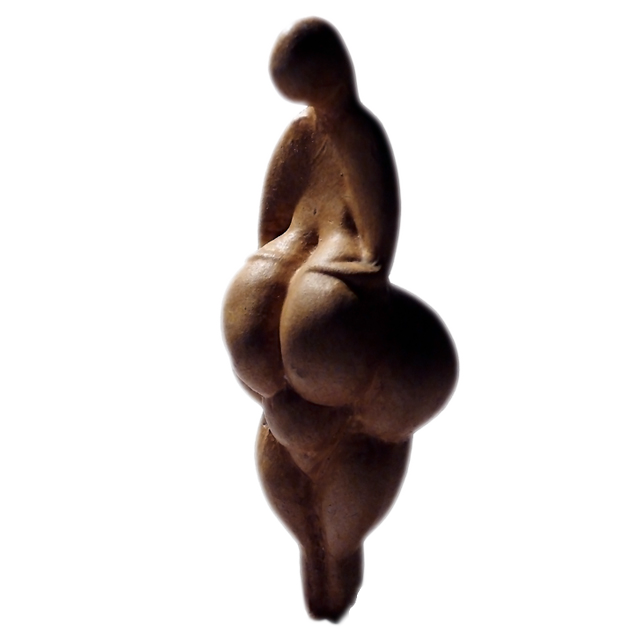
Stylisation : Vénus de Lespugue.

## Modifications des organes sexuels

### Chez la femme
Ces pratiques ancestrales consistent à ôter, pour des raisons d'ordre coutumier, tout ou partie des organes génitaux externes féminins. En 2013, le Fonds des Nations unies pour l'enfance estime que 125 millions de filles et de femmes ont subi ce type de mutilations sexuelles, illégales dans la plupart des pays du monde. Ces pratiques sont un élément crucial des cérémonies d'initiation dans certaines communautés, où elles marquent le passage des fillettes à l'âge adulte. Ces sociétés y voient un moyen de contrôler la sexualité féminine, de garantir la virginité des jeunes filles avant leur mariage, et leur chasteté après. L'origine de ces pratiques est relativement méconnue des chercheurs, mais il existe des preuves de leur existence bien avant l'apparition du christianisme et de l'islam, dans des communautés qui les perpétuent aujourd'hui.
Les modalités d'intervention varient selon les groupes humains concernés, depuis l'excision dite « sunna » (ablation ou incision du capuchon du clitoris), jusqu'à l'infibulation (excision doublée de l'ablation des grandes lèvres et suivie de la suture bord à bord des deux moignons), en passant par l'excision-clitoridectomie (ablation du clitoris et des petites lèvres) ou l'introcision.
D'autres pratiques concernant les organes génitaux féminins ont été décrites, indépendamment ou en association avec les précédentes : perçage ou incision du clitoris et des lèvres ; étirements du clitoris et des lèvres ; cautérisation du clitoris ; curetage de l'orifice vaginal ; scarification du vagin ou usage de substances corrosives pour provoquer des saignements dans le but de le resserrer ou de le rétrécir.
Alors que les mutilations génitales féminines pratiquées par les cultures traditionnelles sont généralement condamnées dans les sociétés occidentales, ces dernières voient se développer, depuis la fin du XXe siècle, des pratiques de mutilation génitale volontaires à visées esthétiques et érotiques, en particulier différentes formes de piercing génital féminin.

### Chez l'homme

#### Circoncision
La circoncision est la forme la plus répandue de modification sexuelle masculine. Elle consiste en une ablation totale ou partielle du prépuce, laissant ainsi le gland du pénis à découvert. Selon l’Organisation mondiale de la santé, en 2009, 661 millions d’hommes de plus de 15 ans seraient circoncis (30 % de la population masculine mondiale).
En tant que pratique rituelle, la circoncision est connue depuis l'Antiquité. Elle semble originaire d'Égypte et elle a été adoptée par le judaïsme et par l'ensemble du monde musulman. Le rite est également pratiqué chez certains chrétiens orientaux. En tant que pratique hygiénique, la circoncision est très répandue aux États-Unis, aux Philippines, ou en Corée du Sud. Enfin, la circoncision peut être réalisée pour des motifs thérapeutiques (traitement des phimosis et des paraphimosis). Elle est alors appelée « posthectomie ».

#### Subincision
La subincision consiste à fendre le canal urétral sur une longueur pouvant, dans les cas extrêmes, aller du gland à la racine de la verge (subincision totale). La pratique est connue principalement en Australie, mais également aux îles Fidji et dans quelques tribus d'Amérique du Sud. En Australie, elle est accompagnée par des rituels mettant en avant le don et le partage du sang. Elle peut être exécutée par étapes, l'incision initiale réalisée, avant le mariage, avec un couteau de pierre ou d'os, pouvant être agrandie au cours de cérémonies ultérieures.

#### Chevillage
Cette pratique consiste à ficher une cheville (de bois, d'os ou d'ivoire) transversalement ou verticalement au travers du gland ou du pénis en transfixant l'urètre au passage. Dans sa version la moins brutale, l'opération est limitée au prépuce. Pratiqué dans l'Antiquité à Rome et en Occident, aujourd'hui en Océanie et en Asie, le chevillage peut avoir pour objectif d'assurer une protection magique, d'empêcher ou d'augmenter le plaisir sexuel, de prévenir la rétraction de la verge (affection connue en Chine sous le nom de souch jeung, shoot young en cantonais, koro en Asie du Sud-Est).

#### Castration et émasculation
Chez l'homme, la castration consiste à supprimer les testicules, tandis que l'émasculation consiste à sectionner l'ensemble des organes génitaux au ras du pubis. Dans les deux cas, si le patient survit, les effets secondaires, physiques et psychiques, sont extrêmement marqués, surtout si l'intervention est réalisée avant la puberté.
Autrefois pratiquée en Occident en vue d’éviter la mue de jeunes chanteurs (dits castrats), et en Orient, pour alimenter le corps des eunuques, la castration constitue aujourd’hui une mutilation génitale interdite dans la plupart des pays.
La pratique peut également avoir des motivations religieuses ou mystiques. Dans l'antiquité, les prêtres de Cybèle, les galles, se castraient eux-mêmes. Dès le premier canon du premier Concile de Nicée (325), l'Église « exclut du sacerdoce ceux qui se sont volontairement châtrés sous prétexte de chasteté ». La survivance de la castration-émasculation mystique est illustrée par la secte slave des skoptzy, apparue vers 1757 en Europe de l'Est. Fanatique et secrète, longuement combattue par les autorités, repérée en Roumanie après la Première Guerre mondiale, elle est réappararue ponctuellement dans l'actualité contemporaine.
En Inde, la caste des Hijras regroupe des individus masculins qui ont été émasculés pendant l'enfance ou l'adolescence et des individus intersexués.
Comme pour celles des femmes, les pratiques de mutilation génitale volontaires à visées esthétiques et érotiques masculines font l'objet, dans les sociétés occidentales, d'un regain d'intérêt depuis la fin du XXe siècle.

## Art corporel
L'art corporel est une forme d'expression artistique, puis un courant, en partie théorisé, lequel émerge dans la seconde moitié du XXe siècle où l'artiste considère son propre corps comme lieu ou territoire d'expression : c'est l'endroit par exemple de la performance. La critique artistique, face à ces manifestations résolument nouvelles, adopte durant une vingtaine d'années l'expression anglaise « body art ».
Dès les années 1980, body art ne qualifient plus seulement ces artistes pionniers qui repoussent les limites de leur corps et de son expressivité, mais bien un ensemble de pratiques qui empruntent largement aux rites de passage ancestraux, et donc aux modifications corporelles, ainsi qu'à un vocabulaire ancré dans une culture aujourd'hui communément admise et accessible à tous. En anglais, body art est, de nos jours, l'équivalent syntaxique de « modification corporelle ».
Cependant, chez certains artistes actuels, on note que toutes les techniques sont mobilisées, ou combinées, pour produire ce type d'œuvre, à savoir que leur corps devient le lieu unique de leur expression : leur corps peut être présentée par l'intermédiaire de différents médiums (photographie, vidéo, performance, spectacle vivant). Ainsi, les primitifs modernes (en) combinent de manière expérimentale des techniques anciennes avec des technologies nouvelles. Chaque assemblage de piercings, de tatouages et de scarifications (incluant le branding ou marquage), transforme le corps en une « sculpture vivante » unique, échappant aux normes sociales communes. Pour les praticiens du genre, l'agencement de différentes modifications corporelles constitue un jeu (appelé « body play »), comparable à celui des musiciens de jazz, capables de réinventer à l’infini les « standards ».